# ATP Challenger Series 2007
L'ATP Challenger Series è il secondo livello di tornei per professionisti organizzata dall'ATP. Il circuito prevede tornei con un montepremi che può variare da 25 000  a 150 000 dollari.

## Calendario
La tabella sottostante mostra il calendario 2007.
Legenda
| 150000 $ |
| 125000 $ |
| 100000 $ |
| 75000 $  |
| 50000 $  |
| 35000 $  |
| 25000 $  |

### Gennaio
| Settimana  | Torneo | Vincitore                                       | Finalista                              | Semifinalisti                      | Eliminati ai quarti                                                |
| ---------- | --- | ----------------------------------------------- | -------------------------------------- | ---------------------------------- | ------------------------------------------------------------------ |
| 1º gennaio | Internationaux de Nouvelle-Calédonie 2007 Nouméa, Nuova Caledonia Cemento $75 000 Singolare - Doppio S32/D16   | Michael Russell 6–0, 6–1                        | David Guez                             | Noam Okun Lukáš Lacko              | Scott Oudesma Thierry Ascione Jan Metrl Michaël Llodra             |
| 1º gennaio | Internationaux de Nouvelle-Calédonie 2007 Nouméa, Nuova Caledonia Cemento $75 000 Singolare - Doppio S32/D16   | Alex Kuznetsov Phillip Simonds 7–6(5), 6–3      | Thierry Ascione Édouard Roger-Vasselin | Noam Okun Lukáš Lacko              | Scott Oudesma Thierry Ascione Jan Metrl Michaël Llodra             |
| 1º gennaio | Prime Cup Aberto de São Paulo 2007 San Paolo, Brasile Cemento $100 000 Singolare - Doppio S32/D16              | Guillermo Cañas 6–3, 6–4                        | Diego Hartfield                        | Rogeiro Silva Ramón Delgado        | Stéphane Robert Matthias Bachinger Dominik Meffert Ricardo Hocevar |
| 1º gennaio | Prime Cup Aberto de São Paulo 2007 San Paolo, Brasile Cemento $100 000 Singolare - Doppio S32/D16              | Pablo Cuevas Adrián García 6–4, 6–2             | Marcelo Melo Alexandre Simoni          | Rogeiro Silva Ramón Delgado        | Stéphane Robert Matthias Bachinger Dominik Meffert Ricardo Hocevar |
| 15 gennaio | La Serena Open 2007 La Serena, Cile Terra Rossa $50 000 Singolare - Doppio                                     | Mariano Zabaleta 6–2, 6–4                       | Juan Pablo Brzezicki                   | Rainer Etzinger Marcos Daniel      | Fabio Fognini Carlos Berlocq Adrián García Boris Pašanski          |
| 15 gennaio | La Serena Open 2007 La Serena, Cile Terra Rossa $50 000 Singolare - Doppio                                     | Marc López Simone Vagnozzi 3–6, 6–3, [10–1]     | Carlos Berlocq Brian Dabul             | Rainer Etzinger Marcos Daniel      | Fabio Fognini Carlos Berlocq Adrián García Boris Pašanski          |
| 22 gennaio | South African Airways Open 2007 (East London Challenger) Durban, Sudafrica Cemento $125 000 Singolare - Doppio | Mathieu Moncourt 5–7, 6–3, 6–2                  | Rik De Voest                           | Stefan Koubek Michal Mertiňák      | Dick Norman Gilles Müller Kostantinos Economidis Danai Udomchoke   |
| 22 gennaio | South African Airways Open 2007 (East London Challenger) Durban, Sudafrica Cemento $125 000 Singolare - Doppio | Rik De Voest Dominik Meffert 6–4, 6–2           | Stéphane Bohli Noam Okun               | Stefan Koubek Michal Mertiňák      | Dick Norman Gilles Müller Kostantinos Economidis Danai Udomchoke   |
| 22 gennaio | Intersport Heilbronn Open 2007 Heilbronn, Germania Cemento Indoor $100 000 Singolare - Doppio                  | Michael Berrer 6–5 ritiro                       | Michaël Llodra                         | Tomáš Zíb Ernests Gulbis           | Denis Gremelmayr Ilija Bozoljac Bohdan Ulihrach Simone Bolelli     |
| 22 gennaio | Intersport Heilbronn Open 2007 Heilbronn, Germania Cemento Indoor $100 000 Singolare - Doppio                  | Michael Kohlmann Rainer Schüttler W/O           | Sander Groen Michaël Llodra            | Tomáš Zíb Ernests Gulbis           | Denis Gremelmayr Ilija Bozoljac Bohdan Ulihrach Simone Bolelli     |
| 22 gennaio | Challenger Providencia 2007 Santiago, Cile Terra Rossa $25 000 Singolare - Doppio                              | Martín Vassallo Argüello 1–6, 7–5, 6–4          | Fabio Fognini                          | Óscar Hernández Adrián García      | André Sá Boris Pašanski Diego Junqueira Marcos Daniel              |
| 22 gennaio | Challenger Providencia 2007 Santiago, Cile Terra Rossa $25 000 Singolare - Doppio                              | Brian Dabul Marc López 6–2, 3–6, [10–8]         | Pablo Cuevas Horacio Zeballos          | Óscar Hernández Adrián García      | André Sá Boris Pašanski Diego Junqueira Marcos Daniel              |
| 22 gennaio | Hilton Waikoloa Village USTA Challenger 2007 Waikoloa, Hawaii, Stati Uniti Cemento $50 000 Singolare - Doppio  | Michael Russell 6–1, 7–5                        | Jamie Baker                            | Wayne Odesnik Lu Yen-hsun          | Serhij Stachovs'kyj Zack Fleishman Rajeev Ram Igor' Kunicyn        |
| 22 gennaio | Hilton Waikoloa Village USTA Challenger 2007 Waikoloa, Hawaii, Stati Uniti Cemento $50 000 Singolare - Doppio  | Brendan Evans Scott Oudesma 4–6, 6–3, [12–10]   | Scott Lipsky David Martin              | Wayne Odesnik Lu Yen-hsun          | Serhij Stachovs'kyj Zack Fleishman Rajeev Ram Igor' Kunicyn        |
| 22 gennaio | Wrexham Challenger 2007 Wrexham, Regno Unito Cemento Indoor $25 000 Singolare - Doppio                         | Michał Przysiężny 6–2, 6–3                      | Richard Bloomfield                     | Jena-Christophe Faurel Robin Haase | Uros Vico Tomáš Cakl Stéphane Robert Marco Crugnola                |
| 22 gennaio | Wrexham Challenger 2007 Wrexham, Regno Unito Cemento Indoor $25 000 Singolare - Doppio                         | Thomas Oger Nicolas Tourte 6(4)–7, 7–5, [12–10] | Richard Bloomfield Robin Haase         | Jena-Christophe Faurel Robin Haase | Uros Vico Tomáš Cakl Stéphane Robert Marco Crugnola                |

### Febbraio
| Settimana   | Torneo                                                                                         | Vincitore                                         | Finalista                            | Semifinalisti                           | Eliminati ai quarti                                                 |
| ----------- | ---------------------------------------------------------------------------------------------- | ------------------------------------------------- | ------------------------------------ | --------------------------------------- | ------------------------------------------------------------------- |
| 5 febbraio  | Internazionali di Bergamo 2007 Bergamo, Italia Cemento Indoor $100 000 Singolare - Doppio      | Fabrice Santoro 6–2, 6–1                          | Simone Bolelli                       | Dennis van Scheppingen Viktor Troicki   | Ernests Gulbis Mathieu Moncourt Lars Burgsmüller Matthias Bachinger |
| 5 febbraio  | Internazionali di Bergamo 2007 Bergamo, Italia Cemento Indoor $100 000 Singolare - Doppio      | Jérôme Haehnel Jean Rene Lisnard 6–3, 2–6, [10–4] | Kenneth Carlsen Frederik Nielsen     | Dennis van Scheppingen Viktor Troicki   | Ernests Gulbis Mathieu Moncourt Lars Burgsmüller Matthias Bachinger |
| 5 febbraio  | McDonald's Burnie International 2007 Burnie, Australia Cemento $25 000 Singolare - Doppio      | Nathan Healey 7–5, 6–4                            | Greg Jones                           | Joseph Sirianni Gouichi Motomura        | Rameez Junaid Bastian Knittel Samuel Groth Robert Smeets            |
| 5 febbraio  | McDonald's Burnie International 2007 Burnie, Australia Cemento $25 000 Singolare - Doppio      | Nathan Healey Robert Smeets 7–6(7), 6–4           | Rameez Junaid Joseph Sirianni        | Joseph Sirianni Gouichi Motomura        | Rameez Junaid Bastian Knittel Samuel Groth Robert Smeets            |
| 5 febbraio  | Challenger of Dallas 2007 Dallas, Texas, Stati Uniti Cemento Indoor $50 000 Singolare - Doppio | Robert Kendrick 6–3, 6–4                          | Benedikt Dorsch                      | Marcus Sarstrand Zack Fleishman         | Rajeev Ram Todd Widom Sam Warburg Simon Greul                       |
| 5 febbraio  | Challenger of Dallas 2007 Dallas, Texas, Stati Uniti Cemento Indoor $50 000 Singolare - Doppio | Eric Butorac Jamie Murray 6–4, 6(4)–7, [10–7]     | Rajeev Ram Bobby Reynolds            | Marcus Sarstrand Zack Fleishman         | Rajeev Ram Todd Widom Sam Warburg Simon Greul                       |
| 5 febbraio  | Aberto de Florianópolis 2007 Florianópolis, Brasile Terra Rossa $35 000 Singolare - Doppio     | Óscar Hernández 7–5, 7–6(6)                       | Mariano Zalabeta                     | Boris Pašanski Juan Pablo Brzezicki     | Franco Ferreiro Rogeiro Silva André Ghem Alessio di Mauro           |
| 5 febbraio  | Aberto de Florianópolis 2007 Florianópolis, Brasile Terra Rossa $35 000 Singolare - Doppio     | Márcio Carlsson Lucas Engel 6–4, 2–6, [14–12]     | Brian Dabul Máximo González          | Boris Pašanski Juan Pablo Brzezicki     | Franco Ferreiro Rogeiro Silva André Ghem Alessio di Mauro           |
| 5 febbraio  | KGHM Dialog Polish Indoors 2007 Breslavia, Polonia Cemento Indoor $125 000 Singolare - Doppio  | Werner Eschauer 5–7, 6–4, 6–4                     | Tomáš Zíb                            | Jan Mertl Kostantinos Economidis        | Roko Karanušić Serhij Bubka Bohdan Ulihrach Alex Bogdanović         |
| 5 febbraio  | KGHM Dialog Polish Indoors 2007 Breslavia, Polonia Cemento Indoor $125 000 Singolare - Doppio  | Lukáš Rosol Jan Vacek 7–5, 7–6(4)                 | Michal Mertiňák Jean-Claude Scherrer | Jan Mertl Kostantinos Economidis        | Roko Karanušić Serhij Bubka Bohdan Ulihrach Alex Bogdanović         |
| 12 febbraio | Belgrado, Serbia Sintetico Indoor $125 000                                                     | Torneo cancellato                                 | Torneo cancellato                    | Torneo cancellato                       | Torneo cancellato                                                   |
| 12 febbraio | Joplin Challenger 2007 Joplin, Missouri, Stati Uniti Cemento Indoor $50 000 Singolare - Doppio | Michael Russell 6–4, 6–1                          | Frédéric Niemeyer                    | Jamie Baker Michael Ryderstedt          | Alex Kuznetsov Rajeev Ram Jesse Witten John Paul Fruttero           |
| 12 febbraio | Joplin Challenger 2007 Joplin, Missouri, Stati Uniti Cemento Indoor $50 000 Singolare - Doppio | Patrick Briaud Donald Young 6–4, 6–4              | Goran Dragicevic Mirko Pehar         | Jamie Baker Michael Ryderstedt          | Alex Kuznetsov Rajeev Ram Jesse Witten John Paul Fruttero           |
| 19 febbraio | Open de Franche Comté 2007 Besançon, Francia Cemento Indoor $100 000 Singolare - Doppio        | Ernests Gulbis 6–4, 3–6, 6–4                      | Édouard Roger-Vasselin               | Mathieu Moncourt Gilles Müller          | Frederico Gil Alexander Peya Thierry Ascione Jo-Wilfried Tsonga     |
| 19 febbraio | Open de Franche Comté 2007 Besançon, Francia Cemento Indoor $100 000 Singolare - Doppio        | Christopher Kas Alexander Peya 6–4, 6–4           | Gilles Müller Grégory Carraz         | Mathieu Moncourt Gilles Müller          | Frederico Gil Alexander Peya Thierry Ascione Jo-Wilfried Tsonga     |
| 19 febbraio | Challenger DCNS de Cherbourg 2007 Cherbourg, Francia Cemento Indoor $50 000 Singolare - Doppio | Federico Luzzi 7–5, 7–6(6)                        | Jérôme Haehnel                       | Mathieu Moncourt Édouard Roger-Vasselin | Tomáš Cakl Lukáš Lacko David Guez Sergey Stakhovski                 |
| 19 febbraio | Challenger DCNS de Cherbourg 2007 Cherbourg, Francia Cemento Indoor $50 000 Singolare - Doppio | Michal Mertiňák Robin Vik 6–2, 6–4                | Łukasz Kubot Dick Norman             | Mathieu Moncourt Édouard Roger-Vasselin | Tomáš Cakl Lukáš Lacko David Guez Sergey Stakhovski                 |
| 26 febbraio | Volkswagen Challenger 2007 Wolfsburg, Germania Sintetico Indoor $25 000 Singolare - Doppio     | Robin Haase 6–2, 3–6, 6–1                         | Daniel Brands                        | Alexander Peya Alexnader Waske          | Richard Bloomfield Björn Rehnquist Michael Berrer Jacob Adaktusson  |
| 26 febbraio | Volkswagen Challenger 2007 Wolfsburg, Germania Sintetico Indoor $25 000 Singolare - Doppio     | Alexander Peya Lars Übel 6–4, 6–4                 | Joshua Goodall Michal Mertiňák       | Alexander Peya Alexnader Waske          | Richard Bloomfield Björn Rehnquist Michael Berrer Jacob Adaktusson  |

### Marzo
| Settimana | Torneo | Vincitore                                          | Finalista                              | Semifinalisti                   | Eliminati ai quarti                                                  |
| --------- | --- | -------------------------------------------------- | -------------------------------------- | ------------------------------- | -------------------------------------------------------------------- |
| 5 marzo   | Shimadzu All Japan Indoor Tennis Championships 2007 Kyoto, Giappone Cemento Indoor $25 000+H Singolare - Doppio | Takao Suzuki 2–6, 7–5, 6–1                         | Dieter Kindlmann                       | Pavel Šnobel Stéphane Bohli     | Brendan Evans Simon Stadler Alan Mackin Michał Przysiężny            |
| 5 marzo   | Shimadzu All Japan Indoor Tennis Championships 2007 Kyoto, Giappone Cemento Indoor $25 000+H Singolare - Doppio | Sanchai Ratiwatana Sonchat Ratiwatana 6–4, 6–4     | Rajeev Ram Bobby Reynolds              | Pavel Šnobel Stéphane Bohli     | Brendan Evans Simon Stadler Alan Mackin Michał Przysiężny            |
| 5 marzo   | Challenger Salinas 2007 Salinas, Ecuador Cemento $25 000+H Singolare - Doppio                                   | Juan Pablo Brzezcki 6–4, 6–4                       | Marcos Daniel                          | Nathan Healey Paolo Lorenzi     | André Ghem Horacio Zeballos Peter Luczak Thiago Alves                |
| 5 marzo   | Challenger Salinas 2007 Salinas, Ecuador Cemento $25 000+H Singolare - Doppio                                   | Scott Lipsky David Martin 7–5, 7–6(9)              | Thiago Alves Franco Ferreiro           | Nathan Healey Paolo Lorenzi     | André Ghem Horacio Zeballos Peter Luczak Thiago Alves                |
| 12 marzo  | Bancolombia Open 2007 Bogotà, Colombia Terra Rossa $125 000+H Singolare - Doppio 32S/16D                        | Santiago Giraldo 7–6(4), 6–2                       | Flávio Saretta                         | Dick Norman Juan Pablo Guzmán   | Diego Hartfield Rogerio Silva Ramón Delgado Marcos Daniel            |
| 12 marzo  | Bancolombia Open 2007 Bogotà, Colombia Terra Rossa $125 000+H Singolare - Doppio 32S/16D                        | Martín García Diego Hartfield 6–4, 3–6, [10–5]     | Frederico Gil Dick Norman              | Dick Norman Juan Pablo Guzmán   | Diego Hartfield Rogerio Silva Ramón Delgado Marcos Daniel            |
| 12 marzo  | Ho Chi Minh Challenger 2007 Ho Chi Minh, Vietnam Cemento $50 000+H Singolare - Doppio 32S/16D                   | Pavel Šnobel 6–3, 7–6(3)                           | Farruch Dustov                         | Bastian Knittel Stéphane Bohli  | Rohan Bopanna Michael Ryderstedt Dieter Kindlmann Matthias Bachinger |
| 12 marzo  | Ho Chi Minh Challenger 2007 Ho Chi Minh, Vietnam Cemento $50 000+H Singolare - Doppio 32S/16D                   | Xin-Yuan Yu Zeng Shaoxuan 7–6(2), 6–3              | Sebastian Rieschick Yen-Tzuoo Wang     | Bastian Knittel Stéphane Bohli  | Rohan Bopanna Michael Ryderstedt Dieter Kindlmann Matthias Bachinger |
| 12 marzo  | BH Telecom Indoors 2007 Sarajevo, Bosnia ed Erzegovina Cemento Indoor $35 000+H Singolare - Doppio 32S/16D      | Ernests Gulbis 4–6, 6–4, 7–6(2)                    | Jan Mertl                              | Michael Berrer Marco Crugnola   | Alexander Peya Kenneth Carlsen Marin Čilić Roko Karanušić            |
| 12 marzo  | BH Telecom Indoors 2007 Sarajevo, Bosnia ed Erzegovina Cemento Indoor $35 000+H Singolare - Doppio 32S/16D      | Ernests Gulbis Deniss Pavlovs 6–4, 6–3             | Jan Mertl Lukáš Rosol                  | Michael Berrer Marco Crugnola   | Alexander Peya Kenneth Carlsen Marin Čilić Roko Karanušić            |
| 12 marzo  | Sunrise Tennis Championship 2007 Sunrise, Stati Uniti Cemento $100 000+H Singolare - Doppio 32S/16D             | Gaël Monfils 6–3, 1–6, 6–1                         | Andreas Seppi                          | Ivo Karlović Nicolás Massú      | Nenad Zimonjić Chris Guccione Oliver Marach Potito Starace           |
| 12 marzo  | Sunrise Tennis Championship 2007 Sunrise, Stati Uniti Cemento $100 000+H Singolare - Doppio 32S/16D             | Kostantinos Economidis Kristof Vliegen 6–3, 6–4    | Juan Martín del Potro Sebastián Prieto | Ivo Karlović Nicolás Massú      | Nenad Zimonjić Chris Guccione Oliver Marach Potito Starace           |
| 19 marzo  | Open Barletta 2007 Barletta, Italia Terra Rossa $25 000+H Singolare - Doppio 32S/16D                            | Carlos Berlocq 3–6, 7–6(7), 2–0 rit.               | Werner Eschauer                        | Iván Navarro Albert Portas      | Nicolas Devilder Óscar Hernández Fabio Fognini Santiago Ventura      |
| 19 marzo  | Open Barletta 2007 Barletta, Italia Terra Rossa $25 000+H Singolare - Doppio 32S/16D                            | David Marrero Albert Portas 6–4, 6–4               | Alessandro Motti Simone Vagnozzi       | Iván Navarro Albert Portas      | Nicolas Devilder Óscar Hernández Fabio Fognini Santiago Ventura      |
| 19 marzo  | Morocco Tennis Tour 2007 Rabat, Marocco Terra Rossa $35 000+H Singolare - Doppio 32S/16D                        | Stefano Galvani 6–1, 6–1                           | Olivier Patience                       | Ivo Klec Édouard Roger-Vasselin | Jurij Ščukin Máximo González Gorka Fraile Diego Junqueira            |
| 19 marzo  | Morocco Tennis Tour 2007 Rabat, Marocco Terra Rossa $35 000+H Singolare - Doppio 32S/16D                        | Jurij Ščukin Orest Tereščuk 6(8)–7, 7–6(4), [10–3] | Peter Luczak Boris Pašanski            | Ivo Klec Édouard Roger-Vasselin | Jurij Ščukin Máximo González Gorka Fraile Diego Junqueira            |
| 26 marzo  | Morocco Tennis Tour Fes 2007 Fès, Marocco Terra Rossa $35 000+H Singolare - Doppio 32S/16D                      | Peter Luczak 6–2, 6(3)–7, 7–6(1)                   | Jurij Ščukin                           | Diego Junqueira Marc Fornell    | Ivo Klec Hicham Arazi Juan Pablo Brzezicki Olivier Patience          |
| 26 marzo  | Morocco Tennis Tour Fes 2007 Fès, Marocco Terra Rossa $35 000+H Singolare - Doppio 32S/16D                      | Serhij Stachovs'kyj Orest Tereščuk 6–3, 6–3        | Rabie Chaki Mounir El Aarej            | Diego Junqueira Marc Fornell    | Ivo Klec Hicham Arazi Juan Pablo Brzezicki Olivier Patience          |
| 26 marzo  | Challeger Casablanca San Ángel 2007 Città del Messico, Messico Terra rossa $35 000 Singolare - Doppio 32S/16D   | Ramón Delgado 6–3, 6–3                             | Adrián García                          | Bruno Echagaray Dick Norman     | Leonardo Mayer Ricardo Mello André Sá Chris Guccione                 |
| 26 marzo  | Challeger Casablanca San Ángel 2007 Città del Messico, Messico Terra rossa $35 000 Singolare - Doppio 32S/16D   | Marcelo Melo Horacio Zeballos 6–4, 6–2             | Ramón Delgado André Sá                 | Bruno Echagaray Dick Norman     | Leonardo Mayer Ricardo Mello André Sá Chris Guccione                 |
| 26 marzo  | Tennis Napoli Cup 2007 Napoli, Italia Terra rossa €100 000+H Singolare - Doppio 32S/16D                         | Potito Starace 7–5, 6–2                            | Younes El Aynaoui                      | Pablo Cuevas Óscar Hernández    | Ernests Gulbis Nicolas Devilder Federico Luzzi Alessio Di Mauro      |
| 26 marzo  | Tennis Napoli Cup 2007 Napoli, Italia Terra rossa €100 000+H Singolare - Doppio 32S/16D                         | Flavio Cipolla Marcel Granollers 6–4, 6–2          | Marco Crugnola Alessio Di Mauro        | Pablo Cuevas Óscar Hernández    | Ernests Gulbis Nicolas Devilder Federico Luzzi Alessio Di Mauro      |
| 26 marzo  | Open Prévadiès 2007 Saint-Brieuc, Francia Terra rossa indoor €25 000 Singolare - Doppio 32S/16D                 | Kristian Pless 6–3, 6–1                            | Farruch Dustov                         | Roko Karanušić Stefan Wauters   | Dieter Kindlmann Lars Übel Matthias Bachinger Máximo González        |
| 26 marzo  | Open Prévadiès 2007 Saint-Brieuc, Francia Terra rossa indoor €25 000 Singolare - Doppio 32S/16D                 | Jean-Baptiste Perlant Xavier Pujo 2–6, 6–2, [10–7] | Jean-Cristophe Faurel Jérôme Haehnel   | Roko Karanušić Stefan Wauters   | Dieter Kindlmann Lars Übel Matthias Bachinger Máximo González        |

### Aprile
| Settimana | Torneo | Vincitore                                               | Finalista                                    | Semifinalisti                           | Eliminati ai quarti                                                 |
| --------- | --- | ------------------------------------------------------- | -------------------------------------------- | --------------------------------------- | ------------------------------------------------------------------- |
| 2 aprile  | Internazionali di Tennis Monza e Brianza 2007 Monza, Italia Terra rossa $35 000+H Singolare - Doppio               | Werner Eschauer 6–0, 3–0 rit.                           | Jan Hájek                                    | Pablo Andújar Carlos Berlocq            | Denis Gremelmayr Santiago Ventura Frederico Gil Alessio Di Mauro    |
| 2 aprile  | Internazionali di Tennis Monza e Brianza 2007 Monza, Italia Terra rossa $35 000+H Singolare - Doppio               | Nathan Healey Jordan Kerr 6–4, 6–3                      | Ricardo Hocevar Alexandre Simoni             | Pablo Andújar Carlos Berlocq            | Denis Gremelmayr Santiago Ventura Frederico Gil Alessio Di Mauro    |
| 2 aprile  | San Luis Potosí Challenger 2007 San Luis Potosí, Messico Terra rossa $50 000 Singolare - Doppio                    | Fernando Vicente 6–3, 6–3                               | Santiago Giraldo                             | Michael Lammer Horacio Zeballos         | Diego Alvarez Adrián García Juan Pablo Guzmán Gustavo Marcaccio     |
| 2 aprile  | San Luis Potosí Challenger 2007 San Luis Potosí, Messico Terra rossa $50 000 Singolare - Doppio                    | Marcelo Melo Jérémy Chardy 6–0, 6–3                     | Jorge Aguilar Pablo González                 | Michael Lammer Horacio Zeballos         | Diego Alvarez Adrián García Juan Pablo Guzmán Gustavo Marcaccio     |
| 2 aprile  | Tallahassee Tennis Challenger 2007 Tallahassee, Stati Uniti Cemento $50 000 Singolare - Doppio                     | Jo-Wilfried Tsonga 6–3, 6–2                             | Rik De Voest                                 | Davide Sanguinetti Bobby Reynolds       | Nicolas Tourte Rajeev Ram Wayne Odesnik Kenneth Carlsen             |
| 2 aprile  | Tallahassee Tennis Challenger 2007 Tallahassee, Stati Uniti Cemento $50 000 Singolare - Doppio                     | Izak Van der Merwe Wesley Whitehouse 6–3, 6–4           | John Paul Fruttero Mirko Pehar               | Davide Sanguinetti Bobby Reynolds       | Nicolas Tourte Rajeev Ram Wayne Odesnik Kenneth Carlsen             |
| 9 aprile  | Abierto Internacional Varonil Club Casablanca 2007 Città del Messico, Messico Cemento $35 000+H Singolare - Doppio | Jo-Wilfried Tsonga 6–4, 2–6, 6–1                        | Bruno Echagaray                              | Adrián García Gustavo Marcaccio         | Miguel Gallardo-Vives Brian Wilson Brendan Evans Matthias Bachinger |
| 9 aprile  | Abierto Internacional Varonil Club Casablanca 2007 Città del Messico, Messico Cemento $35 000+H Singolare - Doppio | Miguel Gallardo-Vives Carlos Palencia 6–3, 6–3          | Brendan Evans Brian Wilson                   | Adrián García Gustavo Marcaccio         | Miguel Gallardo-Vives Brian Wilson Brendan Evans Matthias Bachinger |
| 9 aprile  | Challenger Internazionale Dell'Insubria 2007 Chiasso, Svizzera Terra rossa $35 000+H Singolare - Doppio            | Werner Eschauer 6–3, 6–3                                | Michael Berrer                               | Roko Karanušić Alexander Waske          | Simone Vagnozzi Federico Luzzi Olivier Patience Victor Crivoi       |
| 9 aprile  | Challenger Internazionale Dell'Insubria 2007 Chiasso, Svizzera Terra rossa $35 000+H Singolare - Doppio            | Mart Beks Matwé Middelkoop 7–6(2), 7–5                  | Teodor-Dacian Craciun Victor Crivoi          | Roko Karanušić Alexander Waske          | Simone Vagnozzi Federico Luzzi Olivier Patience Victor Crivoi       |
| 9 aprile  | Morocco Tennis Tour - Casablanca 2007 Casablanca, Marocco Cemento $35 000+H Singolare - Doppio                     | Marin Čilić 4–6, 6–3, 6–4                               | Simone Bolelli                               | Mounir El Aarej Frederico Gil           | Thierry Ascione Kostantinos Economidis Bohdan Ulirach Lukáš Dlouhý  |
| 9 aprile  | Morocco Tennis Tour - Casablanca 2007 Casablanca, Marocco Cemento $35 000+H Singolare - Doppio                     | Łukasz Kubot Oliver Marach 7–6(2), 7–5                  | Michal Mertiňák Robin Vik                    | Mounir El Aarej Frederico Gil           | Thierry Ascione Kostantinos Economidis Bohdan Ulirach Lukáš Dlouhý  |
| 9 aprile  | Challenger of Santa Clarita 2007 Valencia, Stati Uniti Cemento $50 000+H Singolare - Doppio                        | Alex Bogdanović 6–4, 6(4)–7, 6–3                        | Zack Fleishman                               | Harel Levy Kevin Kim                    | Rajeev Ram Bobby Reynolds Dudi Sela Donald Young                    |
| 9 aprile  | Challenger of Santa Clarita 2007 Valencia, Stati Uniti Cemento $50 000+H Singolare - Doppio                        | Harel Levy Sam Warburg 6–2, 6–4                         | Cecil Mamiit Eric Taino                      | Harel Levy Kevin Kim                    | Rajeev Ram Bobby Reynolds Dudi Sela Donald Young                    |
| 16 aprile | XL Bermuda Open 2007 Paget, Bermuda Terra verde $100 000 Singolare - Doppio                                        | Mariano Zabaleta 7–5, 5–7, 6–3                          | Frank Dancevic                               | Nicolas Devilder Dušan Vemić            | Daniel Köllerer Wayne Odesnik Bobby Reynolds Alexander Peya         |
| 16 aprile | XL Bermuda Open 2007 Paget, Bermuda Terra verde $100 000 Singolare - Doppio                                        | Marcelo Melo André Sá 6–2, 6–4                          | Benedikt Dorsch Serhij Stachovs'kyj          | Nicolas Devilder Dušan Vemić            | Daniel Köllerer Wayne Odesnik Bobby Reynolds Alexander Peya         |
| 16 aprile | Cardiff Challenger 2007 Cardiff, Gran Bretagna Cemento indoor $25 000 Singolare - Doppio                           | Frédéric Niemeyer 6–4, 7–5                              | Alex Bogdanović                              | Alexander Waske Wesley Moodie           | Scott Oudsema Pavel Šnobel Simon Stadler Stefan Wauters             |
| 16 aprile | Cardiff Challenger 2007 Cardiff, Gran Bretagna Cemento indoor $25 000 Singolare - Doppio                           | Pavel Šnobel Jan Vacek walkover                         | Paul Baccanello Wesley Moodie                | Alexander Waske Wesley Moodie           | Scott Oudsema Pavel Šnobel Simon Stadler Stefan Wauters             |
| 16 aprile | Morocco Tennis Tour Marrakech 2007 Marrakech, Marocco Terra rossa €85 000+H Singolare - Doppio                     | Younes El Aynaoui 6–2, 6–4                              | Peter Luczak                                 | Martín Vassallo Argüello Viktor Troicki | Frederico Gil Marin Čilić Jiří Vaněk Alberto Martín                 |
| 16 aprile | Morocco Tennis Tour Marrakech 2007 Marrakech, Marocco Terra rossa €85 000+H Singolare - Doppio                     | Tomáš Cibulec Jordan Kerr 6–2, 6–4                      | Leoš Friedl Michal Mertiňák                  | Martín Vassallo Argüello Viktor Troicki | Frederico Gil Marin Čilić Jiří Vaněk Alberto Martín                 |
| 23 aprile | Aberto de Tênis de Santa Catarina 2007 Florianópolis, Brasile Terra $35 000+H Singolare - Doppio                   | Paul Capdeville 7–6(0), 6–0                             | Juan Pablo Guzmán                            | Caio Zampieri Pablo Cuevas              | Brian Dabul Leonardo Mayer Máximo González Juan Pablo Brzezicki     |
| 23 aprile | Aberto de Tênis de Santa Catarina 2007 Florianópolis, Brasile Terra $35 000+H Singolare - Doppio                   | Pablo Cuevas Horacio Zeballos 6–4, 6–4                  | Andre Miele João Souza                       | Caio Zampieri Pablo Cuevas              | Brian Dabul Leonardo Mayer Máximo González Juan Pablo Brzezicki     |
| 30 aprile | Open Isla de Lanzarote 2007 Lanzarote, Spagna Cemento $50 000+H Singolare - Doppio                                 | Jo-Wilfried Tsonga 6–2, 6–2                             | Paul Baccanello                              | Simon Stadler Dudi Sela                 | Guillermo Alcaide Björn Rehnquist Andreas Stoppini Alex Bogdanović  |
| 30 aprile | Open Isla de Lanzarote 2007 Lanzarote, Spagna Cemento $50 000+H Singolare - Doppio                                 | Luke Bourgeois Rik De Voest 6–3, 6–1                    | Noam Okun Dudi Sela                          | Simon Stadler Dudi Sela                 | Guillermo Alcaide Björn Rehnquist Andreas Stoppini Alex Bogdanović  |
| 30 aprile | Naples Challenger 2007 Naples, Stati Uniti d'America Terra verde €50 000+H Singolare - Doppio                      | Bobby Reynolds 7–6(5), 6–4                              | Robert Kendrick                              | Benedikt Dorsch Paul Capdeville         | Wayne Odesnik Kevin Kim Paul Goldstein Stefano Ianni                |
| 30 aprile | Naples Challenger 2007 Naples, Stati Uniti d'America Terra verde €50 000+H Singolare - Doppio                      | Leonardo Mayer Juan Pablo Brzezicki 6–1, 6(4)–7, [10–8] | Pablo Cuevas Horacio Zeballos                | Benedikt Dorsch Paul Capdeville         | Wayne Odesnik Kevin Kim Paul Goldstein Stefano Ianni                |
| 30 aprile | Prosperita Open 2007 Ostrava, Repubblica Ceca Terra rossa $42 000+H Singolare - Doppio                             | Bohdan Uhlirach 6–4, 6–4                                | Lukáš Dlouhý                                 | Peter Luczak Júlio Silva                | Boris Pašanski Tomáš Cakl Alun Jones Joseph Sirianni                |
| 30 aprile | Prosperita Open 2007 Ostrava, Repubblica Ceca Terra rossa $42 000+H Singolare - Doppio                             | Bastian Knittel Lukáš Rosol 2–6, 7–5, [11–9]            | Aleksandr Kudrjavcev Alexander Krasnoroutsky | Peter Luczak Júlio Silva                | Boris Pašanski Tomáš Cakl Alun Jones Joseph Sirianni                |
| 30 aprile | Roma Open 2007 Roma, Italia Terra rossa €30 000+H Singolare - Doppio                                               | Thierry Ascione 6–3, 6–3                                | Victor Crivoi                                | Victor Hănescu Marc López               | Oleksandr Dolgopolov Michael Berrer Andrej Golubev Federico Luzzi   |
| 30 aprile | Roma Open 2007 Roma, Italia Terra rossa €30 000+H Singolare - Doppio                                               | Flavio Cipolla Marcel Granollers 3–6, 6–1, [11–9]       | Stefano Galvani Manuel Jorquera              | Victor Hănescu Marc López               | Oleksandr Dolgopolov Michael Berrer Andrej Golubev Federico Luzzi   |
| 30 aprile | Tunis Open 2007 Tunisi, Tunisia Terra rossa $125 000+H Singolare - Doppio                                          | Simone Bolelli 4–6, 7–6(4), 6–2                         | Andrei Pavel                                 | Denis Gremelmayr Oliver Marach          | Fabrice Santoro Fernando Vicente Lamine Ouahab Pablo Andújar        |
| 30 aprile | Tunis Open 2007 Tunisi, Tunisia Terra rossa $125 000+H Singolare - Doppio                                          | Łukasz Kubot Oliver Marach 6–2, 6–2                     | Marc-Fornell Mestres Lamine Ouahab           | Denis Gremelmayr Oliver Marach          | Fabrice Santoro Fernando Vicente Lamine Ouahab Pablo Andújar        |

### Maggio
| Settimana | Torneo                                                                                                  | Vincitore                                           | Finalista                              | Semifinalisti                       | Eliminati ai quarti                                                    |
| --------- | --- | --------------------------------------------------- | -------------------------------------- | ----------------------------------- | ---------------------------------------------------------------------- |
| 7 maggio  | Ostdeutscher Cup 2007 Dresda, Germania Terra rossa $50 000 Singolare - Doppio                           | Jurij Ščukin 7–6(5), 7–6(3)                         | Florian Mayer                          | Werner Eschauer Tobias Summerer     | Julien Jeanpierre Denis Gremelmayr Jean-Christophe Faurel Tobias Kamke |
| 7 maggio  | Ostdeutscher Cup 2007 Dresda, Germania Terra rossa $50 000 Singolare - Doppio                           | Tomas Behrend Christopher Kas 6–3, 6–4              | Jean-Baptiste Perlant Xavier Pujo      | Werner Eschauer Tobias Summerer     | Julien Jeanpierre Denis Gremelmayr Jean-Christophe Faurel Tobias Kamke |
| 7 maggio  | Open Maspalomas 2007 Maspalomas, Spagna Terra rossa $35 000+H Singolare - Doppio                        | Peter Luczak 6(6)–7, 6–3, 7–5                       | Santiago Ventura                       | Héctor Ruiz Cadenas Pablo Andújar   | Michael Ryderstedt Boris Pašanski David Marrero Gorka Fraile           |
| 7 maggio  | Open Maspalomas 2007 Maspalomas, Spagna Terra rossa $35 000+H Singolare - Doppio                        | Marcel Granollers Marc López 3–6, 6–1, [10–3]       | Leonardo Azzaro Riner Eitzinger        | Héctor Ruiz Cadenas Pablo Andújar   | Michael Ryderstedt Boris Pašanski David Marrero Gorka Fraile           |
| 7 maggio  | ECM Prague Open 2007 Praga, Repubblica Ceca Terra rossa $75 000 Singolare - Doppio                      | Dušan Lojda 6(3)–7, 6–2, 7–6(5)                     | Jiří Vaněk                             | Iván Navarro Diego Hartfield        | Sergio Roitman Andis Juška Oliver Marach Kostantinos Economidis        |
| 7 maggio  | ECM Prague Open 2007 Praga, Repubblica Ceca Terra rossa $75 000 Singolare - Doppio                      | Tomáš Cibulec Jordan Kerr 6–4, 6–2                  | Leoš Friedl David Škoch                | Iván Navarro Diego Hartfield        | Sergio Roitman Andis Juška Oliver Marach Kostantinos Economidis        |
| 7 maggio  | Rijeka Open 2007 Fiume, Croazia Terra rossa $30 000+H Singolare - Doppio                                | Marin Čilić 7–5, 6–2                                | Lukáš Lacko                            | Benjamin Balleret Christophe Rochus | Édouard Roger-Vasselin Thierry Ascione Nathan Healey Daniel Köllerer   |
| 7 maggio  | Rijeka Open 2007 Fiume, Croazia Terra rossa $30 000+H Singolare - Doppio                                | Jérôme Haehnel Jean-René Lisnard 6–3, 6–4           | Ivo Klec Lukáš Lacko                   | Benjamin Balleret Christophe Rochus | Édouard Roger-Vasselin Thierry Ascione Nathan Healey Daniel Köllerer   |
| 7 maggio  | Men's Pro Challenger at Tunica National 2007 Tunica, Stati Uniti Terra verde $50 000 Singolare - Doppio | Pablo Cuevas 6–4, 4–6, 6–3                          | Juan Pablo Brzezicki                   | Bobby Reynolds Horacio Zeballos     | Iván Miranda Josselin Ouanna Jesse Witten Donald Young                 |
| 7 maggio  | Men's Pro Challenger at Tunica National 2007 Tunica, Stati Uniti Terra verde $50 000 Singolare - Doppio | Paul Goldstein Donald Young 4–6, 6–1, [10–4]        | Pablo Cuevas Horacio Zeballos          | Bobby Reynolds Horacio Zeballos     | Iván Miranda Josselin Ouanna Jesse Witten Donald Young                 |
| 14 maggio | Forest Hills Challenger 2007 Forest Hills, USA Terra verde $35 000+H Singolare - Doppio                 | Paul Goldstein w/o                                  | Adrián García                          | Hugo Armando Juan Pablo Brzezicki   | Ryan Sweeting Nikita Kryvonos Leonardo Mayer Jesse Witten              |
| 14 maggio | Forest Hills Challenger 2007 Forest Hills, USA Terra verde $35 000+H Singolare - Doppio                 | Bobby Reynolds Rajeev Ram 6–3, 6–4                  | Patrick Briaud Sam Warburg             | Hugo Armando Juan Pablo Brzezicki   | Ryan Sweeting Nikita Kryvonos Leonardo Mayer Jesse Witten              |
| 14 maggio | Sanremo Tennis Cup 2007 Sanremo, Italia Terra rossa €30 000+H Singolare - Doppio                        | Francesco Aldi 7–5, 6(4)–7, 6–4                     | Fabio Fognini                          | Oliver Patience Steve Darcis        | Marc López Benjamin Balleret Oleksandr Dolgopolov Daniel Gimeno Traver |
| 14 maggio | Sanremo Tennis Cup 2007 Sanremo, Italia Terra rossa €30 000+H Singolare - Doppio                        | Sanchai Ratiwatana Sonchat Ratiwatana 7–6(3), 6–3   | Steve Darcis Stefan Wauters            | Oliver Patience Steve Darcis        | Marc López Benjamin Balleret Oleksandr Dolgopolov Daniel Gimeno Traver |
| 14 maggio | Zagreb Open 2007 Zagabria, Croazia Terra rossa $50 000+H Singolare - Doppio                             | Janko Tipsarević 3–6, 6–3, 6–3                      | Júlio Silva                            | Gaël Monfils Ramón Delgado          | Victor Hănescu Simone Vagnozzi Robin Haase Amer Delić                  |
| 14 maggio | Zagreb Open 2007 Zagabria, Croazia Terra rossa $50 000+H Singolare - Doppio                             | André Ghem Tomas Behrend 6–2, 6–1                   | James Auckland Jamie Delgado           | Gaël Monfils Ramón Delgado          | Victor Hănescu Simone Vagnozzi Robin Haase Amer Delić                  |
| 21 maggio | Fergana Challenger 2007 Fergana, Uzbekistan Cemento $35 000+H Singolare - Doppio                        | Antony Dupuis 6–1, 6–4                              | Pavel Chekov                           | Martin Slanar Wang Yeu-tzuoo        | Lukáš Rosol Daniel Brands Amir Weintraub Konstantin Kravčuk            |
| 21 maggio | Fergana Challenger 2007 Fergana, Uzbekistan Cemento $35 000+H Singolare - Doppio                        | John Paul Fruttero Daniel Brands 7–6(1), 7–5        | Lukáš Rosol Martin Slanar              | Martin Slanar Wang Yeu-tzuoo        | Lukáš Rosol Daniel Brands Amir Weintraub Konstantin Kravčuk            |
| 28 maggio | Busan Open Challenger 2007 Pusan, Corea del Sud Cemento $75 000+H Singolare - Doppio                    | Wang Yeu-tzuoo 6–3, 6–2                             | Jan Vacek                              | Brendan Evans Gō Soeda              | Ti Chen Robert Smeets Takahiro Terachi Alexander Satschko              |
| 28 maggio | Busan Open Challenger 2007 Pusan, Corea del Sud Cemento $75 000+H Singolare - Doppio                    | John Paul Fruttero Serhij Bubka 4–6, 7–6(5), [10–6] | Nathan Healey Jan Mertl                | Brendan Evans Gō Soeda              | Ti Chen Robert Smeets Takahiro Terachi Alexander Satschko              |
| 28 maggio | USTA LA Tennis Open 2007 Carson, Stati Uniti Cemento $50 000 Singolare - Doppio                         | Alex Bogomolov Jr. 6–4, 6–3                         | Kei Nishikori                          | Sam Warburg Donald Young            | Alberto Francis Ryan Sweeting Rik De Voest Todd Widom                  |
| 28 maggio | USTA LA Tennis Open 2007 Carson, Stati Uniti Cemento $50 000 Singolare - Doppio                         | Rajeev Ram Bobby Reynolds 7–6(8), 6–2               | Víctor Estrella Burgos Alberto Francis | Sam Warburg Donald Young            | Alberto Francis Ryan Sweeting Rik De Voest Todd Widom                  |
| 28 maggio | Baden Open 2007 Karlsruhe, Germania Terra rossa $35 000+H Singolare - Doppio                            | Miša Zverev 2–6, 6–4, 6–3                           | Wayne Odesnik                          | Michael Berrer Hugo Armando         | Bruno Echagaray Lukáš Lacko Rogério Dutra da Silva Júlio Silva         |
| 28 maggio | Baden Open 2007 Karlsruhe, Germania Terra rossa $35 000+H Singolare - Doppio                            | Alex Kuznetsov Miša Zverev 6–4, 6(6)–7, [10–4]      | Michael Berrer Frederico Gil           | Michael Berrer Hugo Armando         | Bruno Echagaray Lukáš Lacko Rogério Dutra da Silva Júlio Silva         |

### Giugno
| Settimana | Torneo                                                                                           | Vincitore                                               | Finalista                            | Semifinalisti                           | Eliminati ai quarti                                                    |
| --------- | ------------------------------------------------------------------------------------------------ | ------------------------------------------------------- | ------------------------------------ | --------------------------------------- | ---------------------------------------------------------------------- |
| 4 giugno  | Schickedanz Open 2007 Fürth, Germania Terra rossa €42 000+H Singolare - Doppio                   | Peter Luczak 4–6, 6–2, 6–2                              | Fabio Fognini                        | Steve Darcis Michael Berrer             | Paolo Lorenzi Albert Portas Michal Mertiňák Lukáš Lacko                |
| 4 giugno  | Schickedanz Open 2007 Fürth, Germania Terra rossa €42 000+H Singolare - Doppio                   | Bruno Echagaray André Ghem 7–6(1), 4–6, [13–11]         | Fabio Fognini Frederico Gil          | Steve Darcis Michael Berrer             | Paolo Lorenzi Albert Portas Michal Mertiňák Lukáš Lacko                |
| 4 giugno  | Unicredit Czech Open 2007 Prostějov, Repubblica Ceca Terra rossa €127 000+H Singolare -Doppio    | Sergio Roitman 7–6(1), 6–4                              | Florian Mayer                        | Ivo Klec Bohdan Ulihrach                | Michal Tabara Juan Pablo Guzmán Andreas Seppi Roko Karanušić           |
| 4 giugno  | Unicredit Czech Open 2007 Prostějov, Repubblica Ceca Terra rossa €127 000+H Singolare -Doppio    | Ramón Delgado Juan Pablo Guzmán 7–6(8), 6–1             | Tomáš Cibulec Leoš Friedl            | Ivo Klec Bohdan Ulihrach                | Michal Tabara Juan Pablo Guzmán Andreas Seppi Roko Karanušić           |
| 4 giugno  | Memorial Argo Manfredini 2007 Sassuolo, Italia Terra rossa €30 000+H Singolare - Doppio          | Oleksandr Dolgopolov 6–1, 6–4                           | Héctor Ruiz Cadenas                  | Andrej Golubev Marc López               | Francesco Aldi Jérôme Haehnel Flavio Cipolla Alessio Di Mauro          |
| 4 giugno  | Memorial Argo Manfredini 2007 Sassuolo, Italia Terra rossa €30 000+H Singolare - Doppio          | Giorgio Galimberti Marcio Torres 6–3, 6(2)–7, [10–6]    | Daniele Giorgini Andrea Stoppini     | Andrej Golubev Marc López               | Francesco Aldi Jérôme Haehnel Flavio Cipolla Alessio Di Mauro          |
| 4 giugno  | Surbiton Trophy 2007 Surbiton, Gran Bretagna Erba €42 000 Singolare - Doppio                     | Jo-Wilfried Tsonga 6–3, 7–6(4)                          | Ivo Karlović                         | Chris Guccione Robert Kendrick          | Alejandro Falla Richard Bloomfield Santiago Giraldo Alun Jones         |
| 4 giugno  | Surbiton Trophy 2007 Surbiton, Gran Bretagna Erba €42 000 Singolare - Doppio                     | Alex Kuznetsov Miša Zverev 2–6, 6–3, [10–6]             | James Auckland Stephen Huss          | Chris Guccione Robert Kendrick          | Alejandro Falla Richard Bloomfield Santiago Giraldo Alun Jones         |
| 4 giugno  | Yuba City Racquet Club Challenger 2007 Yuba City, Stati Uniti Cemento $50 000 Singolare - Doppio | Kevin Kim 6–4, 0–6, 6–3                                 | Bobby Reynolds                       | Rik De Voest Iván Miranda               | Dudi Sela Alex Bogomolov Jr. Zack Fleishman Noam Okun                  |
| 4 giugno  | Yuba City Racquet Club Challenger 2007 Yuba City, Stati Uniti Cemento $50 000 Singolare - Doppio | Harel Levy Sam Warburg 6–4, 6–4                         | Eric Nunez Jean-Julien Rojer         | Rik De Voest Iván Miranda               | Dudi Sela Alex Bogomolov Jr. Zack Fleishman Noam Okun                  |
| 11 giugno | President's Cup 2007 Astana, Kazakistan Cemento $75 000 Singolare - Doppio                       | Mikhail Ledovskikh 7–6(2), 6–3                          | Björn Phau                           | Rainer Schüttler Kamil Čapkovič         | Nicolas Tourte Kyu-Tae Im Daniel Brands Łukasz Kubot                   |
| 11 giugno | President's Cup 2007 Astana, Kazakistan Cemento $75 000 Singolare - Doppio                       | Daniel Brands Adam Feeney 6–2, 6–4                      | Kamil Čapkovič Ivan Dodig            | Rainer Schüttler Kamil Čapkovič         | Nicolas Tourte Kyu-Tae Im Daniel Brands Łukasz Kubot                   |
| 11 giugno | Bytom Open 2007 Bytom, Polonia Terra rossa €30 000+H Singolare - Doppio                          | Peter Luczak 6–3, 6–3                                   | Simone Vagnozzi                      | Bartolome Salva-Vidal Fabio Fognini     | Christophe Rochus Grega Žemlja Marc-Fornell Mestres Viktor Troicki     |
| 11 giugno | Bytom Open 2007 Bytom, Polonia Terra rossa €30 000+H Singolare - Doppio                          | Hugo Armando Brian Dabul 6–4, 1–6, [10–5]               | Tomasz Bednarek Michał Przysiężny    | Bartolome Salva-Vidal Fabio Fognini     | Christophe Rochus Grega Žemlja Marc-Fornell Mestres Viktor Troicki     |
| 11 giugno | Kosice Open 2007 Košice, Slovacchia Terra rossa €30 000+H Singolare - Doppio                     | Jérémy Chardy 4–6, 7–6(5), 6–4                          | Denis Gremelmayr                     | Martin Kližan Adrian Ungur              | Jorge Aguilar Gabriel Trujillo Soler Pavol Cervenak Jan Mertl          |
| 11 giugno | Kosice Open 2007 Košice, Slovacchia Terra rossa €30 000+H Singolare - Doppio                     | Filip Polášek Lukáš Rosol 6–4, 1–6, [10–5]              | Leonardo Azzaro Flavio Cipolla       | Martin Kližan Adrian Ungur              | Jorge Aguilar Gabriel Trujillo Soler Pavol Cervenak Jan Mertl          |
| 11 giugno | Challenger Lugano 2007 Lugano, Svizzera Terra rossa €85 000+H Singolare - Doppio                 | Werner Eschauer 6–4, 4–6, 7–6(2)                        | Jiří Vaněk                           | Potito Starace Olivier Patience         | Juan Pablo Guzmán Oliver Marach Federico Luzzi Ricardo Mello           |
| 11 giugno | Challenger Lugano 2007 Lugano, Svizzera Terra rossa €85 000+H Singolare - Doppio                 | Sanchai Ratiwatana Sonchat Ratiwatana 6–4, 6–4          | Jean-Claude Scherrer Lovro Zovko     | Potito Starace Olivier Patience         | Juan Pablo Guzmán Oliver Marach Federico Luzzi Ricardo Mello           |
| 18 giugno | Almaty Cup 2007 Almaty, Kazakistan Terra rossa $35 000+H Singolare - Doppio                      | Simon Greul 6–4, 6–2                                    | Daniel Brands                        | Boris Pašanski Björn Phau               | Jan Minar Martin Fischer Ivan Dodig Giancarlo Petrazzuolo              |
| 18 giugno | Almaty Cup 2007 Almaty, Kazakistan Terra rossa $35 000+H Singolare - Doppio                      | Kamil Čapkovič Ivan Dodig 6–4, 3–6, [10–7]              | Aleksej Kedrjuk Aleksandr Kudrjavcev | Boris Pašanski Björn Phau               | Jan Minar Martin Fischer Ivan Dodig Giancarlo Petrazzuolo              |
| 18 giugno | Nord LB Open 2007 Braunschweig, Germania Terra rossa €106 000+H Singolare - Doppio               | Óscar Hernández 6–2, 1–6, 6–1                           | Florian Mayer                        | Oliver Marach Denis Gremelmayr          | Hugo Armando Marcos Daniel Julian Reister Rubén Ramírez Hidalgo        |
| 18 giugno | Nord LB Open 2007 Braunschweig, Germania Terra rossa €106 000+H Singolare - Doppio               | Tomas Behrend Christopher Kas 6–0, 6–2                  | Óscar Hernández Carlos Poch-Gradin   | Oliver Marach Denis Gremelmayr          | Hugo Armando Marcos Daniel Julian Reister Rubén Ramírez Hidalgo        |
| 18 giugno | Aspria Tennis Cup 2007 Milano, Italia Terra rossa €30 000+H Singolare - Doppio                   | Santiago Ventura 6–3, 7–5                               | Victor Hănescu                       | David Guez Alessio Di Mauro             | Jean-Christophe Faurel Alberto Brizzi Leonardo Azzaro Viktor Troicki   |
| 18 giugno | Aspria Tennis Cup 2007 Milano, Italia Terra rossa €30 000+H Singolare - Doppio                   | Fabio Colangelo Martín Vilarrubi 6(2)–7, 7–6(8), [10–8] | Alessandro Da Col Manuel Jorquera    | David Guez Alessio Di Mauro             | Jean-Christophe Faurel Alberto Brizzi Leonardo Azzaro Viktor Troicki   |
| 25 giugno | Southern Capital Cup 2007 Almaty, Kazakistan Clay $35 000+H Singolare - Doppio                   | Simon Greul 6–3, 6–2                                    | Jun Woong-sun                        | Lars Übel Teodor-Dacian Craciun         | Florin Mergea Ivan Dodig Jan Minar Björn Phau                          |
| 25 giugno | Southern Capital Cup 2007 Almaty, Kazakistan Clay $35 000+H Singolare - Doppio                   | Teodor-Dacian Craciun Florin Mergea 6–2, 6–1            | Aleksej Kedrjuk Aleksandr Kudrjavcev | Lars Übel Teodor-Dacian Craciun         | Florin Mergea Ivan Dodig Jan Minar Björn Phau                          |
| 25 giugno | Mamaia Challenger 2007 Costanza, Romania Terra rossa €30 000+H Singolare - Doppio                | Sebastián Decoud 6–3, 6–3                               | Victor Crivoi                        | Michael Ryderstedt Daniel Gimeno Traver | David Guez Adrian Cruciat Adrian Ungur Denis Gremelmayr                |
| 25 giugno | Mamaia Challenger 2007 Costanza, Romania Terra rossa €30 000+H Singolare - Doppio                | Marc-Fornell Mestres Gabriel Trujillo Soler 6–4, 6–4    | Gabriel Moraru Horia Tecău           | Michael Ryderstedt Daniel Gimeno Traver | David Guez Adrian Cruciat Adrian Ungur Denis Gremelmayr                |
| 25 giugno | Camparini Gioielli Cup 2007 Reggio Emilia, Italia Terra rossa €42 000+H Singolare - Doppio       | Olivier Patience 6(6)–7, 6–1, 7–6(6)                    | Félix Mantilla                       | Wayne Odesnik Frederico Gil             | Juan Pablo Brzezicki Daniel Muñoz de la Nava Marc López Victor Hănescu |
| 25 giugno | Camparini Gioielli Cup 2007 Reggio Emilia, Italia Terra rossa €42 000+H Singolare - Doppio       | Franco Ferreiro Lamine Ouahab 6-4, 1–6, [10–4]          | Pablo Cuevas Horacio Zeballos        | Wayne Odesnik Frederico Gil             | Juan Pablo Brzezicki Daniel Muñoz de la Nava Marc López Victor Hănescu |

### Luglio
| Settimana | Torneo                                                                                               | Vincitore                                                    | Finalista                            | Semifinalisti                               | Eliminati ai quarti                                                           |
| --------- | --- | ------------------------------------------------------------ | ------------------------------------ | ------------------------------------------- | ----------------------------------------------------------------------------- |
| 2 luglio  | Open Diputación 2007 Cordova, Spagna Cemento €42 000+H Singolare - Doppio                            | Adrián Menéndez Maceiras 6–4, 0–6, 7–5                       | Dudi Sela                            | Ivo Minář Dick Norman                       | Fernando Vicente Jan Mertl Jan Vacek André Ghem                               |
| 2 luglio  | Open Diputación 2007 Cordova, Spagna Cemento €42 000+H Singolare - Doppio                            | Santiago Ventura Fernando Vicente 6–4, 6–3                   | Paul Capdeville Leonardo Mayer       | Ivo Minář Dick Norman                       | Fernando Vicente Jan Mertl Jan Vacek André Ghem                               |
| 2 luglio  | Irish Open Challenger 2007 Dublino, Irlanda Erba €64 000+H Singolare - Doppio                        | Rohan Bopanna 6–4, 6–3                                       | Martin Pedersen                      | Colin Ebelthite Conor Niland                | Louk Sorensen Alun Jones Bjorn Rehnquist Miša Zverev                          |
| 2 luglio  | Irish Open Challenger 2007 Dublino, Irlanda Erba €64 000+H Singolare - Doppio                        | Rohan Bopanna Adam Feeney 6–2, 6–2                           | Lars Burgsmüller Miša Zverev         | Colin Ebelthite Conor Niland                | Louk Sorensen Alun Jones Bjorn Rehnquist Miša Zverev                          |
| 2 luglio  | Montauban Challenger 2007 Montauban, Francia Terra rossa €42 000+H Singolare - Doppio                | Michael Lammer 1–6, 6–3, 7–6(4)                              | Thierry Ascione                      | Jean-René Lisnard Daniel Gimeno Traver      | Gabriel Moraru Gabriel Trujillo Soler Teodor-Dacian Craciun Jérémy Chardy     |
| 2 luglio  | Montauban Challenger 2007 Montauban, Francia Terra rossa €42 000+H Singolare - Doppio                | Marc-Fornell Mestres Gabriel Trujillo Soler 6–3, 7–5         | Adriano Biasella Jean-René Lisnard   | Jean-René Lisnard Daniel Gimeno Traver      | Gabriel Moraru Gabriel Trujillo Soler Teodor-Dacian Craciun Jérémy Chardy     |
| 2 luglio  | Sporting Challenger 2007 Torino, Italia Terra rossa €85 000+H Singolare - Doppio                     | Carlos Berlocq 6–4, 6–2                                      | Boris Pašanski                       | Filippo Volandri Federico Luzzi             | Jérôme Haehnel Daniel Muñoz de la Nava Rubén Ramírez Hidalgo Horacio Zeballos |
| 2 luglio  | Sporting Challenger 2007 Torino, Italia Terra rossa €85 000+H Singolare - Doppio                     | Pablo Cuevas Horacio Zeballos 6–3, 6–1                       | Pablo Andújar Flávio Saretta         | Filippo Volandri Federico Luzzi             | Jérôme Haehnel Daniel Muñoz de la Nava Rubén Ramírez Hidalgo Horacio Zeballos |
| 2 luglio  | Nielsen USTA Pro Tennis Championship 2007 Winnetka, Stati Uniti Cemento $50 000 Singolare - Doppio   | Noam Okun 6–4, 6–3                                           | Kevin Anderson                       | John-Paul Fruttero Todd Widom               | Luka Gregorc Ryan Sweeting Scoville Jenkins Paul Goldstein                    |
| 2 luglio  | Nielsen USTA Pro Tennis Championship 2007 Winnetka, Stati Uniti Cemento $50 000 Singolare - Doppio   | Patrick Briaud Chris Drake 7–6(5), 6–4                       | Nicholas Monroe Izak Van Der Merwe   | John-Paul Fruttero Todd Widom               | Luka Gregorc Ryan Sweeting Scoville Jenkins Paul Goldstein                    |
| 9 luglio  | Seguros Bolivar Open Bogotá 2007 Bogotà, Colombia Terra rossa $125 000 Singolare - Doppio            | Carlos Salamanca 4–6, 6–3, 6–2                               | Thomaz Bellucci                      | Juan Pablo Villar Gustavo Marcaccio         | Diego Veronelli Ricardo Hocevar Brian Dabul João Souza                        |
| 9 luglio  | Seguros Bolivar Open Bogotá 2007 Bogotà, Colombia Terra rossa $125 000 Singolare - Doppio            | Brian Dabul Santiago González 6–2, 6–2                       | Pablo González Leonardo Mayer        | Juan Pablo Villar Gustavo Marcaccio         | Diego Veronelli Ricardo Hocevar Brian Dabul João Souza                        |
| 9 luglio  | Mantova Challenger 2007 Mantova, Italia Terra rossa €42 000+H Singolare - Doppio                     | Alessio Di Mauro 7–5, 7–6(6)                                 | Thierry Ascione                      | Aleksandr Dolhopolov Édouard Roger-Vasselin | Andrej Golubev Gorka Fraile Jérôme Haehnel Eduardo Schwank                    |
| 9 luglio  | Mantova Challenger 2007 Mantova, Italia Terra rossa €42 000+H Singolare - Doppio                     | Andrej Golubev Francesco Piccari 6–3, 6–2                    | Leonardo Azzaro Marco Crugnola       | Aleksandr Dolhopolov Édouard Roger-Vasselin | Andrej Golubev Gorka Fraile Jérôme Haehnel Eduardo Schwank                    |
| 9 luglio  | Oberstaufen Cup 2007 Oberstaufen, Germania Terra rossa €30 000 Singolare - Doppio                    | Gabriel Trujillo Soler 6–4, 6–4                              | Philipp Petzschner                   | Jan Minář Simon Stadler                     | Jan Mertl Tomáš Zíb Michal Mertiňák Bastian Knittel                           |
| 9 luglio  | Oberstaufen Cup 2007 Oberstaufen, Germania Terra rossa €30 000 Singolare - Doppio                    | Filip Polášek Igor Zelenay 7–5, 7–5                          | Peter Gojowczyk Marc Sieber          | Jan Minář Simon Stadler                     | Jan Mertl Tomáš Zíb Michal Mertiňák Bastian Knittel                           |
| 9 luglio  | Siemens Open 2007 Scheveningen, Paesi Bassi Terra rossa €85 000 Singolare - Doppio                   | Pablo Cuevas 6–3, 6–4                                        | Dominik Meffert                      | Raemon Sluiter Oliver Marach                | Andrei Pavel Christophe Rochus Olivier Patience Peter Wessels                 |
| 9 luglio  | Siemens Open 2007 Scheveningen, Paesi Bassi Terra rossa €85 000 Singolare - Doppio                   | Raemon Sluiter Peter Wessels 7–6(6), 7–5                     | Rohan Bopanna Pablo Cuevas           | Raemon Sluiter Oliver Marach                | Andrei Pavel Christophe Rochus Olivier Patience Peter Wessels                 |
| 16 luglio | Comerica Bank Challenger 2007 Aptos, Stati Uniti Cemento $75 000 Singolare - Doppio                  | Donald Young 7–5, 6–0                                        | Bobby Reynolds                       | Prakash Amritraj Alex Bogomolov Jr.         | Bruno Echagaray Alex Kuznetsov Noam Okun Andrea Stoppini                      |
| 16 luglio | Comerica Bank Challenger 2007 Aptos, Stati Uniti Cemento $75 000 Singolare - Doppio                  | Rajeev Ram Bobby Reynolds 6(5)–7, 6–3, [10–7]                | John-Paul Fruttero Cecil Mamiit      | Prakash Amritraj Alex Bogomolov Jr.         | Bruno Echagaray Alex Kuznetsov Noam Okun Andrea Stoppini                      |
| 16 luglio | Cuenca Challenger 2007 Cuenca, Ecuador Terra rossa €42 000+H Singolare - Doppio                      | Leonardo Mayer 6–3, 6–2                                      | Thomaz Bellucci                      | Niels Desein Roman Borvanov                 | Ivan Endara Michael Quintero Carlos Salamanca Andre Miele                     |
| 16 luglio | Cuenca Challenger 2007 Cuenca, Ecuador Terra rossa €42 000+H Singolare - Doppio                      | Bruno Soares Marcio Torres 7–6(6), 3–6, [11-9]               | Brian Dabul Eric Nunez               | Niels Desein Roman Borvanov                 | Ivan Endara Michael Quintero Carlos Salamanca Andre Miele                     |
| 16 luglio | Manchester Trophy 2007 Manchester, Gran Bretagna Erba €30 000 Singolare - Doppio                     | Harel Levy 6–2, 6–4                                          | Travis Rettenmaier                   | Lars Burgsmüller Rohan Bopanna              | Alun Jones Jan Vacek Philipp Petzschner Aisam-ul-Haq Qureshi                  |
| 16 luglio | Manchester Trophy 2007 Manchester, Gran Bretagna Erba €30 000 Singolare - Doppio                     | Rohan Bopanna Aisam-ul-Haq Qureshi 4–6, 6–3, [10–5]          | Jesse Huta Galung Michael Ryderstedt | Lars Burgsmüller Rohan Bopanna              | Alun Jones Jan Vacek Philipp Petzschner Aisam-ul-Haq Qureshi                  |
| 16 luglio | Riviera di Rimini Challenger 2007 Rimini, Italia Terra rossa €42 000 Singolare - Doppio              | Oliver Marach 4–6, 2–0 ritiro                                | Daniel Köllerer                      | Flavio Cipolla David Guez                   | Thierry Ascione Santiago Ventura Farruch Dustov Jan Minar                     |
| 16 luglio | Riviera di Rimini Challenger 2007 Rimini, Italia Terra rossa €42 000 Singolare - Doppio              | Carlos Poch-Gradin Santiago Ventura 6–4, 6–1                 | Leonardo Azzaro Alessandro Motti     | Flavio Cipolla David Guez                   | Thierry Ascione Santiago Ventura Farruch Dustov Jan Minar                     |
| 16 luglio | Togliatti Challenger 2007 Togliatti, Russia Cemento €42 000+H Singolare - Doppio                     | Dudi Sela 7–6(4), 6–3                                        | Michail Ledovskich                   | Jan Mertl Bjorn Rehnquist                   | Ti Chen Amir Weintraub Filip Prpic Aleksandr Kudrjavcev                       |
| 16 luglio | Togliatti Challenger 2007 Togliatti, Russia Cemento €42 000+H Singolare - Doppio                     | Johan Brunström Mohammad Ghareeb 7–6(4), 4–6, [13–11]        | Ivan Cerović Pierrick Ysern          | Jan Mertl Bjorn Rehnquist                   | Ti Chen Amir Weintraub Filip Prpic Aleksandr Kudrjavcev                       |
| 23 luglio | Challenger Banque Nationale de Granby 2007 Granby, Canada Cemento $50 000 Singolare - Doppio         | Takao Suzuki 6–4, 6–4                                        | Lu Yen-hsun                          | Milan Pokrajac Alex Bogomolov Jr.           | Horia Tecău Stefano Ianni Tobias Kamke Gary Lugassy                           |
| 23 luglio | Challenger Banque Nationale de Granby 2007 Granby, Canada Cemento $50 000 Singolare - Doppio         | Sanchai Ratiwatana Sonchat Ratiwatana 6–2, 7–6(4)            | Satoshi Iwabuchi Philip Stolt        | Milan Pokrajac Alex Bogomolov Jr.           | Horia Tecău Stefano Ianni Tobias Kamke Gary Lugassy                           |
| 23 luglio | Fifth Third Bank Tennis Championships 2007 Lexington, Stati Uniti Cemento $50 000 Singolare - Doppio | John Isner 6(9)–7, 6–3, 6–4                                  | Brian Wilson                         | Jamie Baker Brendan Evans                   | Michael Yani Ryler Deheart Martin Kližan Bruno Echagaray                      |
| 23 luglio | Fifth Third Bank Tennis Championships 2007 Lexington, Stati Uniti Cemento $50 000 Singolare - Doppio | Brendan Evans Ryan Sweeting 6–4, 6–4                         | Ross Hutchins Phillip Simmonds       | Jamie Baker Brendan Evans                   | Michael Yani Ryler Deheart Martin Kližan Bruno Echagaray                      |
| 23 luglio | Nottingham Challenger 2007 Nottingham, Gran Bretagna Erba €42 000+H Singolare - Doppio               | Alun Jones 6–3, 4–6, 6–4                                     | Aisam-ul-Haq Qureshi                 | Jesse Huta Galung Harel Levy                | Rohan Bopanna Dominik Meffert Andis Juška Philipp Petzschner                  |
| 23 luglio | Nottingham Challenger 2007 Nottingham, Gran Bretagna Erba €42 000+H Singolare - Doppio               | Rohan Bopanna Aisam-ul-Haq Qureshi 6–3, 7–6(5)               | Mustafa Ghouse Josh Goodall          | Jesse Huta Galung Harel Levy                | Rohan Bopanna Dominik Meffert Andis Juška Philipp Petzschner                  |
| 23 luglio | Penza Cup 2007 Penza, Russia Cemento $50 000 Singolare - Doppio                                      | Benedikt Dorsch 7–5, 5–7, 6–1                                | Michail Ledovskich                   | Aleksandr Kudrjavcev Vasilīs Mazarakīs      | Dudi Sela Denis Istomin Michael Lammer Filip Prpic                            |
| 23 luglio | Penza Cup 2007 Penza, Russia Cemento $50 000 Singolare - Doppio                                      | Aleksandr Krasnoruckij Aleksandr Kudrjavcev 6–1, 4–6, [10–4] | Murad Inoyatov Denis Istomin         | Aleksandr Kudrjavcev Vasilīs Mazarakīs      | Dudi Sela Denis Istomin Michael Lammer Filip Prpic                            |
| 23 luglio | Poznań Porsche Open 2007 Poznań, Polonia Terra rossa €85 000+H Singolare - Doppio                    | Raemon Sluiter 6–4, 6–3                                      | Júlio Silva                          | Fernando Vicente Łukasz Kubot               | Flavio Cipolla Marc López Santiago Ventura Pablo Cuevas                       |
| 23 luglio | Poznań Porsche Open 2007 Poznań, Polonia Terra rossa €85 000+H Singolare - Doppio                    | Marc López Santiago Ventura 6–2, 5–7, [10–3]                 | Flavio Cipolla Ivo Klec              | Fernando Vicente Łukasz Kubot               | Flavio Cipolla Marc López Santiago Ventura Pablo Cuevas                       |
| 23 luglio | Guzzini Challenger 2007 Recanati, Italia Cemento €35 000+H Singolare - Doppio                        | Wang Yeu-tzuoo 6–3, 3–6, 6–4                                 | Andrej Golubev                       | Serhij Stachovs'kyj Gilles Müller           | Grega Žemlja Adrián Menéndez Maceiras Rainer Schüttler Matwé Middelkoop       |
| 23 luglio | Guzzini Challenger 2007 Recanati, Italia Cemento €35 000+H Singolare - Doppio                        | Fabio Colangelo Serhij Stachovs'kyj 1–6, 7–6(3), [10–7]      | Xin-Yuan Yu Zeng Shaoxuan            | Serhij Stachovs'kyj Gilles Müller           | Grega Žemlja Adrián Menéndez Maceiras Rainer Schüttler Matwé Middelkoop       |
| 30 luglio | BH Tennis Open International Cup 2007 Belo Horizonte, Brasile Cemento $35 000+H Singolare - Doppio   | Brian Dabul 6(4)–7, 7–6(5), 6–3                              | Eduardo Schwank                      | Marcel Felder Izak van der Merwe            | Jorge Aguilar Gary Lugassy John-Paul Fruttero Iván Miranda                    |
| 30 luglio | BH Tennis Open International Cup 2007 Belo Horizonte, Brasile Cemento $35 000+H Singolare - Doppio   | Santiago González Bruno Soares 6(12)–7, 6–4, [10–5]          | Marcio Torres Nicolas Tourte         | Marcel Felder Izak van der Merwe            | Jorge Aguilar Gary Lugassy John-Paul Fruttero Iván Miranda                    |
| 30 luglio | Mordovia Cup 2007 Saransk, Russia Terra $50 000 Singolare - Doppio                                   | Michail Kukuškin 6–3, 6–1                                    | Ivan Serheev                         | Dudi Sela Evgenij Kirillov                  | Mohamed Mamoun Denis Istomin Aleksandr Kudrjavcev Vasilīs Mazarakīs           |
| 30 luglio | Mordovia Cup 2007 Saransk, Russia Terra $50 000 Singolare - Doppio                                   | Antal Van Der Duim Boy Westerhof 2–6, 7–6(3), [11–9]         | Aleksej Kedrjuk Uros Vico            | Dudi Sela Evgenij Kirillov                  | Mohamed Mamoun Denis Istomin Aleksandr Kudrjavcev Vasilīs Mazarakīs           |
| 30 luglio | Open Castilla y León 2007 Segovia, Spagna Cemento $125 000+H Singolare - Doppio                      | Fernando Verdasco 6–2, 6–4                                   | Alun Jones                           | Chris Guccione Dušan Vemić                  | Ivo Klec Gilles Müller Rainer Schüttler Guillermo Alcaide                     |
| 30 luglio | Open Castilla y León 2007 Segovia, Spagna Cemento $125 000+H Singolare - Doppio                      | Rohan Bopanna Aisam-ul-Haq Qureshi 7–6(8), 6–3               | Michel Kratochvil Gilles Müller      | Chris Guccione Dušan Vemić                  | Ivo Klec Gilles Müller Rainer Schüttler Guillermo Alcaide                     |
| 30 luglio | Tampere Open 2007 Tampere, Finlandia Terra rossa €42 000 Singolare - Doppio                          | Éric Prodon 6(4)–7, 6–4, 6–4                                 | Peter Luczak                         | Martin Slanar Raemon Sluiter                | Mohammad Ghareeb Augustin Gensse Jesse Huta Galung Juho Paukku                |
| 30 luglio | Tampere Open 2007 Tampere, Finlandia Terra rossa €42 000 Singolare - Doppio                          | Johan Brunström Mohammad Ghareeb 6–2, 7–6(5)                 | Jukka Kohtamaki Mika Purho           | Martin Slanar Raemon Sluiter                | Mohammad Ghareeb Augustin Gensse Jesse Huta Galung Juho Paukku                |
| 30 luglio | Timișoara Challenger 2007 Timișoara, Romania Terra rossa €30 000+H Singolare - Doppio                | Victor Hănescu 7–6(2), 6–3                                   | Santiago Ventura                     | Catalin-Ionut Gard Adrian Cruciat           | Daniel Brands Marcel Granollers Daniel Muñoz de la Nava Jan Minar             |
| 30 luglio | Timișoara Challenger 2007 Timișoara, Romania Terra rossa €30 000+H Singolare - Doppio                | Marcel Granollers Santiago Ventura 6–1, 6–4                  | Lazar Magdinchev Predrag Rusevski    | Catalin-Ionut Gard Adrian Cruciat           | Daniel Brands Marcel Granollers Daniel Muñoz de la Nava Jan Minar             |
| 30 luglio | Trani Cup 2007 Trani, Italia Terra rossa €42 000+H Singolare - Doppio                                | Flavio Cipolla 4–6, 6–2, 6–4                                 | Pablo Andújar                        | Daniel Gimeno Traver Laurent Recouderc      | Thomas Fabbiano Federico Luzzi Mariano Puerta Daniele Giorgini                |
| 30 luglio | Trani Cup 2007 Trani, Italia Terra rossa €42 000+H Singolare - Doppio                                | Leonardo Azzaro Daniele Giorgini 6–2, 7–5                    | Fabio Colangelo Alessandro Motti     | Daniel Gimeno Traver Laurent Recouderc      | Thomas Fabbiano Federico Luzzi Mariano Puerta Daniele Giorgini                |
| 30 luglio | Odlum Brown Vancouver Open 2007 Vancouver, Canada Cemento $100 000 Singolare - Doppio                | Frédéric Niemeyer 4–6, 6–4, 6–3                              | Sam Querrey                          | Bobby Reynolds Rik De Voest                 | Zack Fleishman Noam Okun Jesse Witten Phillip King                            |
| 30 luglio | Odlum Brown Vancouver Open 2007 Vancouver, Canada Cemento $100 000 Singolare - Doppio                | Rik De Voest Ashley Fisher 6–1, 6–2                          | Alex Kuznetsov Donald Young          | Bobby Reynolds Rik De Voest                 | Zack Fleishman Noam Okun Jesse Witten Phillip King                            |

### Agosto
| Settimana | Torneo | Vincitore                                            | Finalista                             | Semifinalisti                            | Eliminati ai quarti                                                         |
| --------- | --- | ---------------------------------------------------- | ------------------------------------- | ---------------------------------------- | --------------------------------------------------------------------------- |
| 6 agosto  | Levene Gouldin & Thompson Tennis Challenger 2007 Binghamton, USA Cemento $50 000 Singolare - Doppio        | Thomas Johansson 6–4, 7–6(8)                         | Dušan Vemić                           | Noam Okun Sam Warburg                    | Ryan Sweeting Scott Oudsema Alex Kuznetsov Alex Bogomolov Jr.               |
| 6 agosto  | Levene Gouldin & Thompson Tennis Challenger 2007 Binghamton, USA Cemento $50 000 Singolare - Doppio        | Scott Oudsema Ryan Sweeting 7–6(5), 7–5              | Richard Bloomfield Kyu-Tae Im         | Noam Okun Sam Warburg                    | Ryan Sweeting Scott Oudsema Alex Kuznetsov Alex Bogomolov Jr.               |
| 6 agosto  | Credicard Citi Mastercard Tennis Cup 2007 Campos do Jordão, Brasile Cemento $50 000+H Singolare - Doppio   | Brian Dabul 7–5, 7–5                                 | Michael Quintero                      | Flávio Saretta Thomaz Bellucci           | Horacio Zeballos Rogério Dutra da Silva Gary Lugassy Thiago Alves           |
| 6 agosto  | Credicard Citi Mastercard Tennis Cup 2007 Campos do Jordão, Brasile Cemento $50 000+H Singolare - Doppio   | Eduardo Schwank Horacio Zeballos 3–6, 6–3, [12–10]   | John-Paul Fruttero Izak Van Der Merwe | Flávio Saretta Thomaz Bellucci           | Horacio Zeballos Rogério Dutra da Silva Gary Lugassy Thiago Alves           |
| 6 agosto  | Istanbul Challenger 2007 Istanbul, Turchia Cemento $100 000+H Singolare - Doppio                           | Miša Zverev 6–4, 6–4                                 | Lukáš Lacko                           | Harel Levy Filip Prpic                   | Gilles Müller Rainer Schüttler Łukasz Kubot Alun Jones                      |
| 6 agosto  | Istanbul Challenger 2007 Istanbul, Turchia Cemento $100 000+H Singolare - Doppio                           | James Auckland Ross Hutchins 5–7, 7–6(5), [10–7]     | Dick Norman Kristof Vliegen           | Harel Levy Filip Prpic                   | Gilles Müller Rainer Schüttler Łukasz Kubot Alun Jones                      |
| 6 agosto  | Samarkand Challenger 2007 Samarcanda, Uzbekistan Terra rossa $35 000+H Singolare - Doppio                  | Michail Kukuškin 6–4, 6–3                            | Manuel Jorquera                       | Adrian Cruciat Mohamed Mamoun            | Ivan Dodig Evgenij Kirillov Jaroslav Pospíšil Deniss Pavlovs                |
| 6 agosto  | Samarkand Challenger 2007 Samarcanda, Uzbekistan Terra rossa $35 000+H Singolare - Doppio                  | Serhij Bubka Evgenij Kirillov 6–3, 6–2               | Jaroslav Pospíšil Adam Vejmelka       | Adrian Cruciat Mohamed Mamoun            | Ivan Dodig Evgenij Kirillov Jaroslav Pospíšil Deniss Pavlovs                |
| 6 agosto  | San Marino CEPU Open 2007 San Marino Terra rossa €85 000+H Singolare - Doppio                              | Potito Starace 6–4, 7–6(5)                           | Albert Montañés                       | Martín Vassallo Argüello Diego Hartfield | Alessio Di Mauro Rubén Ramírez Hidalgo Aleksandr Dolhopolov Pablo Andújar   |
| 6 agosto  | San Marino CEPU Open 2007 San Marino Terra rossa €85 000+H Singolare - Doppio                              | Pablo Cuevas Juan Pablo Guzmán 6–1, 6–0              | Tomasz Bednarek James Cerretani       | Martín Vassallo Argüello Diego Hartfield | Alessio Di Mauro Rubén Ramírez Hidalgo Aleksandr Dolhopolov Pablo Andújar   |
| 6 agosto  | Cidade de Vigo 2007 Vigo, Spagna Terra rossa $35 000+H Singolare - Doppio                                  | Máximo González 6–2, 6–4                             | Marc López                            | Francesco Aldi Alberto Martín            | Luis Horna Santiago Ventura Fernando Vicente Lamine Ouahab                  |
| 6 agosto  | Cidade de Vigo 2007 Vigo, Spagna Terra rossa $35 000+H Singolare - Doppio                                  | Leonardo Azzaro Lamine Ouahab 2–6, 6–4, [10–7]       | Pablo Santos Igor Sijsling            | Francesco Aldi Alberto Martín            | Luis Horna Santiago Ventura Fernando Vicente Lamine Ouahab                  |
| 13 agosto | GHI Bronx Tennis Classic 2007 Bronx, USA Cemento $50 000 Singolare - Doppio                                | Sam Warburg 6–3, 6(5)–7, –-3                         | Bruno Echagaray                       | Denis Gremelmayr Alberto Francis         | David Guez Fabio Fognini Miša Zverev Jan Hernych                            |
| 13 agosto | GHI Bronx Tennis Classic 2007 Bronx, USA Cemento $50 000 Singolare - Doppio                                | Rohan Bopanna Aisam-ul-Haq Qureshi 6–3, 2–6, [10–5]  | Alberto Francis Phillip King          | Denis Gremelmayr Alberto Francis         | David Guez Fabio Fognini Miša Zverev Jan Hernych                            |
| 13 agosto | Bukhara Challenger 2007 Bukhara, Uzbekistan Cemento $35 000+H Singolare - Doppio                           | Denis Istomin 3–6, 6–1, 6–4                          | Amir Weintraub                        | Adam Feeney Lu Yen-hsun                  | Vjekoslav Skenderovic Gouichi Motomura Mikhail Ledovskikh Vasilīs Mazarakīs |
| 13 agosto | Bukhara Challenger 2007 Bukhara, Uzbekistan Cemento $35 000+H Singolare - Doppio                           | Evgenij Kirillov Aleksandr Kudrjavcev 6–3, 6–1       | Danila Arsenov Vaja Uzakov            | Adam Feeney Lu Yen-hsun                  | Vjekoslav Skenderovic Gouichi Motomura Mikhail Ledovskikh Vasilīs Mazarakīs |
| 13 agosto | Zucchetti Kos Tennis Cup 2007 Cordenons, Italia Terra rossa €85 000+H Singolare - Doppio                   | Máximo González 2–6, 7–5, 7–5                        | Mariano Puerta                        | Frederico Gil Mathieu Montcourt          | Andrea Stoppini Pablo Andújar Francesco Piccari Marc-Fornell Mestres        |
| 13 agosto | Zucchetti Kos Tennis Cup 2007 Cordenons, Italia Terra rossa €85 000+H Singolare - Doppio                   | Alessandro Da Col Andrea Stoppini 6–3, 7–6(5)        | Alberto Brizzi Marco Pedrini          | Frederico Gil Mathieu Montcourt          | Andrea Stoppini Pablo Andújar Francesco Piccari Marc-Fornell Mestres        |
| 13 agosto | S Tennis Masters Challenger 2007 Graz, Austria Terra rossa €30 000+H Singolare - Doppio                    | Victor Hănescu 7–6(4), 6–2                           | Leonardo Mayer                        | Andreas Haider-Maurer Younes El Aynaoui  | Michal Mertiňák Marcel Granollers Daniel Köllerer Andis Juška               |
| 13 agosto | S Tennis Masters Challenger 2007 Graz, Austria Terra rossa €30 000+H Singolare - Doppio                    | Sebastián Decoud Jurij Ščukin 3–6, 6–3, [10–7]       | Jérémy Chardy Predrag Rusevski        | Andreas Haider-Maurer Younes El Aynaoui  | Michal Mertiňák Marcel Granollers Daniel Köllerer Andis Juška               |
| 13 agosto | Trofeo Manta Open 2007 Manta, Ecuador Cemento $35 000 Singolare - Doppio                                   | Gō Soeda 6–4, 6–2                                    | Eduardo Schwank                       | Juan-Pablo Brzezicki Brian Dabul         | Iván Miranda João Souza Horacio Zeballos Nick Lindahl                       |
| 13 agosto | Trofeo Manta Open 2007 Manta, Ecuador Cemento $35 000 Singolare - Doppio                                   | Eduardo Schwank Horacio Zeballos 6–4, 6–2            | John-Paul Fruttero Eric Nunez         | Juan-Pablo Brzezicki Brian Dabul         | Iván Miranda João Souza Horacio Zeballos Nick Lindahl                       |
| 20 agosto | IPP Trophy 2007 Ginevra, Svizzera Terra rossa $35 000+H Singolare - Doppio                                 | Jurij Ščukin 6–3, 6–2                                | Jesse Huta Galung                     | Tobias Clemens Francesco Aldi            | Jérémy Chardy Matthias Bachinger Pere Riba Madrid Stéphane Bohli            |
| 20 agosto | IPP Trophy 2007 Ginevra, Svizzera Terra rossa $35 000+H Singolare - Doppio                                 | Sebastián Decoud Jurij Ščukin 6–3, 6(4)–7, [10–4]    | James Cerretani Olivier Charroin      | Tobias Clemens Francesco Aldi            | Jérémy Chardy Matthias Bachinger Pere Riba Madrid Stéphane Bohli            |
| 20 agosto | Karshi Challenger 2007 Karshi, Uzbekistan Cemento $35 000+H Singolare - Doppio                             | Denis Istomin 6–1, 6–4                               | Marsel İlhan                          | Aleksandr Kudrjavcev Dawid Olejniczak    | Lu Yen-hsun Ti Chen Adrian Cruciat Adam Feeney                              |
| 20 agosto | Karshi Challenger 2007 Karshi, Uzbekistan Cemento $35 000+H Singolare - Doppio                             | Andrew Coelho Adam Feeney 6–2, 3–6, [10–7]           | Ivan Dodig Horia Tecău                | Aleksandr Kudrjavcev Dawid Olejniczak    | Lu Yen-hsun Ti Chen Adrian Cruciat Adam Feeney                              |
| 20 agosto | Antonio Savoldi-Marco Cò - Trofeo Dimmidisì 2007 Manerbio, Italia Terra rossa $75 000+H Singolare - Doppio | Jiří Vaněk 6–0, 6–4                                  | Éric Prodon                           | Boris Pašanski Frederico Gil             | Gianluca Naso Benjamin Balleret Mathieu Montcourt Stefano Galvani           |
| 20 agosto | Antonio Savoldi-Marco Cò - Trofeo Dimmidisì 2007 Manerbio, Italia Terra rossa $75 000+H Singolare - Doppio | Antal Van Der Duim Boy Westerhof 7–6(4), 3–6, [10–8] | Frederico Gil Alberto Martín          | Boris Pašanski Frederico Gil             | Gianluca Naso Benjamin Balleret Mathieu Montcourt Stefano Galvani           |
| 27 agosto | UTC Open 2007 Čerkasy, Ucraina Terra rossa $50 000+H Singolare - Doppio                                    | Boris Pašanski 7–5, 7–6(8)                           | Santiago Ventura                      | Daniel Muñoz de la Nava Alberto Brizzi   | Predrag Rusevski Aleksandr Kudrjavcev Diego Junqueira Michail Kukuškin      |
| 27 agosto | UTC Open 2007 Čerkasy, Ucraina Terra rossa $50 000+H Singolare - Doppio                                    | Daniel Muñoz de la Nava Santiago Ventura 6–2, 7–6(4) | Serhij Bubka Aleksandr Kudrjavcev     | Daniel Muñoz de la Nava Alberto Brizzi   | Predrag Rusevski Aleksandr Kudrjavcev Diego Junqueira Michail Kukuškin      |
| 27 agosto | Città di Como Challenger 2007 Como, Italia Terra rossa €42 000+H Singolare - Doppio                        | Máximo González 7–6(5), 6–4                          | Christophe Rochus                     | Younes El Aynaoui Daniel Köllerer        | Jesse Huta Galung Andrea Arnaboldi Mathieu Montcourt Victor Hănescu         |
| 27 agosto | Città di Como Challenger 2007 Como, Italia Terra rossa €42 000+H Singolare - Doppio                        | Máximo González Simone Vagnozzi 7–6(5), 6–4          | Flavio Cipolla Marco Pedrini          | Younes El Aynaoui Daniel Köllerer        | Jesse Huta Galung Andrea Arnaboldi Mathieu Montcourt Victor Hănescu         |
| 27 agosto | Black Forest Open 2007 Freudenstadt, Germania Terra rossa €30 000+H Singolare - Doppio                     | Ivo Minář 7–5, 6–3                                   | Éric Prodon                           | Alexandre Sidorenko Joseph Sirianni      | Bohdan Ulihrach Daniel Brands André Ghem Josselin Ouanna                    |
| 27 agosto | Black Forest Open 2007 Freudenstadt, Germania Terra rossa €30 000+H Singolare - Doppio                     | Marc López Martín Vilarrubi 6–2, 6(5)–7, [10–5]      | Martin Slanar Pavel Šnobel            | Alexandre Sidorenko Joseph Sirianni      | Bohdan Ulihrach Daniel Brands André Ghem Josselin Ouanna                    |

### Settembre
| Settimana    | Torneo                                                                                               | Vincitore                                                        | Finalista                                              | Semifinalisti                          | Eliminati ai quarti                                                               |
| ------------ | --- | ---------------------------------------------------------------- | ------------------------------------------------------ | -------------------------------------- | --------------------------------------------------------------------------------- |
| 3 settembre  | TEAN International 2007 Alphen aan den Rijn, Paesi Bassi Terra rossa $50 000 Singolare - Doppio      | Jesse Huta Galung 6–4, 6(9)–7, 7–6(4)                            | Augustin Gensse                                        | Marcel Granollers Ivo Minář            | Sebastian Decoud Matwé Middelkoop Thiemo De Bakker Jérémy Chardy                  |
| 3 settembre  | TEAN International 2007 Alphen aan den Rijn, Paesi Bassi Terra rossa $50 000 Singolare - Doppio      | Leonardo Azzaro Lovro Zovko 6–3, 6–3                             | Jérémy Chardy Predrag Rusevski                         | Marcel Granollers Ivo Minář            | Sebastian Decoud Matwé Middelkoop Thiemo De Bakker Jérémy Chardy                  |
| 3 settembre  | Brașov Challenger 2007 Brașov, Romania Terra rossa $35 000+H Singolare - Doppio                      | Máximo González 6–4, 6–3                                         | Olivier Patience                                       | Victor Crivoi Adrian Cruciat           | Gustavo Marcaccio Nicolas Devilder Cristian Villagrán Lukáš Lacko                 |
| 3 settembre  | Brașov Challenger 2007 Brașov, Romania Terra rossa $35 000+H Singolare - Doppio                      | Florin Mergea Horia Tecău 5–7, 6–3, [10–8]                       | Adrian Cruciat Marcel-Ioan Miron                       | Victor Crivoi Adrian Cruciat           | Gustavo Marcaccio Nicolas Devilder Cristian Villagrán Lukáš Lacko                 |
| 3 settembre  | Alexander Kolyaskin Memorial 2007 Donec'k, Ucraina Cemento $50 000+H Singolare - Doppio              | Roko Karanušić 6–4, 6–4                                          | Dick Norman                                            | Viktor Troicki Philipp Petzschner      | Kristian Pless Jean-René Lisnard Łukasz Kubot Boris Pašanski                      |
| 3 settembre  | Alexander Kolyaskin Memorial 2007 Donec'k, Ucraina Cemento $50 000+H Singolare - Doppio              | Philipp Petzschner Simon Stadler 3–6, 7–5, [10–6]                | Patrick Briaud Nicholas Monroe                         | Viktor Troicki Philipp Petzschner      | Kristian Pless Jean-René Lisnard Łukasz Kubot Boris Pašanski                      |
| 3 settembre  | Düsseldorf Challenger 2007 Düsseldorf, Germania Terra rossa $35 000+H Singolare - Doppio             | Denis Gremelmayr 6(5)–7, 6–2, 6–4                                | Andreas Haider-Maurer                                  | Andreas Beck Steve Darcis              | Adrián García Jan Minář Jan Hájek Marc López                                      |
| 3 settembre  | Düsseldorf Challenger 2007 Düsseldorf, Germania Terra rossa $35 000+H Singolare - Doppio             | Fabio Colangelo Philipp Marx 3–6, 6–3, [10–7]                    | Filip Polášek Igor Zelenay                             | Andreas Beck Steve Darcis              | Adrián García Jan Minář Jan Hájek Marc López                                      |
| 3 settembre  | Genoa Open Challenger 2007 Genova, Italia Terra rossa $35 000+H Singolare - Doppio                   | Flavio Cipolla 6–2, 6(4)–7, 7–5                                  | Gianluca Naso                                          | Rubén Ramírez Hidalgo Andrea Arnaboldi | Carlos Berlocq Daniel Köllerer Iván Navarro Alessio Di Mauro                      |
| 3 settembre  | Genoa Open Challenger 2007 Genova, Italia Terra rossa $35 000+H Singolare - Doppio                   | Daniele Giorgini Simone Vagnozzi 6–3, 6–1                        | Simone Bolelli Flavio Cipolla                          | Rubén Ramírez Hidalgo Andrea Arnaboldi | Carlos Berlocq Daniel Köllerer Iván Navarro Alessio Di Mauro                      |
| 10 settembre | BMW Ljubljana Open 2007 Lubiana, Slovenia Terra rossa €42 000 Singolare - Doppio                     | Marco Mirnegg 7–6(5), 7–5                                        | Mathieu Montcourt                                      | Diego Junqueira Juan Pablo Guzmán      | Juan-Pablo Brzezicki Andreas Beck Marko Tkalec Matthias Bachinger                 |
| 10 settembre | BMW Ljubljana Open 2007 Lubiana, Slovenia Terra rossa €42 000 Singolare - Doppio                     | Alexander Krasnorutskiy Aleksandr Kudrjavcev 7–6(9), 1–6, [10–6] | Ivan Dodig Lovro Zovko                                 | Diego Junqueira Juan Pablo Guzmán      | Juan-Pablo Brzezicki Andreas Beck Marko Tkalec Matthias Bachinger                 |
| 10 settembre | New Orleans Challenger 2007 New Orleans, USA Cemento $100 000+H Singolare - Doppio                   | Kevin Anderson 6–4, 6–0                                          | Sam Warburg                                            | Ryan Sweeting Thiago Alves             | Amer Delić Bobby Reynolds Michel Kratochvil Robert Kendrick                       |
| 10 settembre | New Orleans Challenger 2007 New Orleans, USA Cemento $100 000+H Singolare - Doppio                   | Kevin Anderson Ryler Deheart 6–2, 6–3                            | Rajeev Ram Bobby Reynolds                              | Ryan Sweeting Thiago Alves             | Amer Delić Bobby Reynolds Michel Kratochvil Robert Kendrick                       |
| 10 settembre | Open d'Orleans 2007 Orléans, Francia Cemento €106 000+H Singolare - Doppio                           | Olivier Rochus 6–4, 6–4                                          | Nicolas Mahut                                          | Kristian Pless Michaël Llodra          | Peter Wessels Michał Przysiężny Gilles Müller Gary Lugassy                        |
| 10 settembre | Open d'Orleans 2007 Orléans, Francia Cemento €106 000+H Singolare - Doppio                           | James Cerretani Frank Moser 6–1, 7–6(2)                          | Tomasz Bednarek Michał Przysiężny                      | Kristian Pless Michaël Llodra          | Peter Wessels Michał Przysiężny Gilles Müller Gary Lugassy                        |
| 10 settembre | Copa Sevilla 2007 Siviglia, Spagna Terra gialla €42 000+H Singolare - Doppio                         | Frederico Gil 6–1, 6–3                                           | Pablo Andújar                                          | Marcel Granollers Marc López           | Santiago Ventura Pablo Santos José Antonio Sánchez De Luna Lamine Ouahab          |
| 10 settembre | Copa Sevilla 2007 Siviglia, Spagna Terra gialla €42 000+H Singolare - Doppio                         | Marcel Granollers Santiago Ventura 6–3, 6–3                      | Miquel Pérez Puigdomenech José Antonio Sánchez De Luna | Marcel Granollers Marc López           | Santiago Ventura Pablo Santos José Antonio Sánchez De Luna Lamine Ouahab          |
| 10 settembre | Internazionali di Tennis dell'Umbria 2007 Todi, Italia Terra rossa €42 000+H Singolare - Doppio      | Stefano Galvani 7–5, 6–2                                         | Adrian Ungur                                           | Tobias Kamke Gastón Gaudio             | Alessio Di Mauro Diego Alvarez Cristian Villagrán Federico Luzzi                  |
| 10 settembre | Internazionali di Tennis dell'Umbria 2007 Todi, Italia Terra rossa €42 000+H Singolare - Doppio      | Daniele Giorgini Alessandro Motti 3–6, 7–5, [10–4]               | Enrico Burzi Stefano Galvani                           | Tobias Kamke Gastón Gaudio             | Alessio Di Mauro Diego Alvarez Cristian Villagrán Federico Luzzi                  |
| 17 settembre | Banja Luka Challenger 2007 Banja Luka, Bosnia ed Erzegovina Terra rossa €30 000+H Singolare - Doppio | Konstantinos Economidis 7–6(6), 6–4                              | Iván Navarro                                           | Óscar Hernández Ivan Dodig             | Hugo Armando Grega Žemlja Federico Luzzi Francesco Aldi                           |
| 17 settembre | Banja Luka Challenger 2007 Banja Luka, Bosnia ed Erzegovina Terra rossa €30 000+H Singolare - Doppio | Alexander Krasnorutskiy Aleksandr Kudrjavcev 6–2, 6–4            | Diego Junqueira Vladimir Obradovic                     | Óscar Hernández Ivan Dodig             | Hugo Armando Grega Žemlja Federico Luzzi Francesco Aldi                           |
| 17 settembre | Lubbock Challenger 2007 Lubbock, USA Cemento $50 000 Singolare - Doppio                              | Robert Smeets 6–3, 7–6(8)                                        | Dušan Vemić                                            | Alex Bogomolov Jr. Fritz Wolmarans     | Ryan Sweeting Rik De Voest Rajeev Ram Robert Kendrick                             |
| 17 settembre | Lubbock Challenger 2007 Lubbock, USA Cemento $50 000 Singolare - Doppio                              | Alex Kuznetsov Ryan Sweeting 6–3, 6–2                            | Rik De Voest Bobby Reynolds                            | Alex Bogomolov Jr. Fritz Wolmarans     | Ryan Sweeting Rik De Voest Rajeev Ram Robert Kendrick                             |
| 17 settembre | Pekao Open 2007 Stettino, Polonia Terra rossa €106 000+H Singolare - Doppio                          | Sergio Roitman 6–2, 7–5                                          | Ivo Minář                                              | Filippo Volandri Daniel Köllerer       | Jiří Vaněk Tobias Kamke Martín Vassallo Argüello Adrian Ungur                     |
| 17 settembre | Pekao Open 2007 Stettino, Polonia Terra rossa €106 000+H Singolare - Doppio                          | Tomas Behrend Christopher Kas 6–0, 5–7, [10–8]                   | Juan Pablo Brzezicki Juan Pablo Guzmán                 | Filippo Volandri Daniel Köllerer       | Jiří Vaněk Tobias Kamke Martín Vassallo Argüello Adrian Ungur                     |
| 24 settembre | Bucarest Challenger 2007 Bucarest, Romania Terra rossa €30 000+H Singolare - Doppio                  | Victor Hănescu 7–6(6), 6–1                                       | Marcel Granollers                                      | Bartolome Salva-Vidal Santiago Ventura | Konstantinos Economidis Daniel Muñoz de la Nava Mathieu Montcourt Augustin Gensse |
| 24 settembre | Bucarest Challenger 2007 Bucarest, Romania Terra rossa €30 000+H Singolare - Doppio                  | Marcel Granollers Santiago Ventura 6–2, 6–1                      | Florin Mergea Horia Tecău                              | Bartolome Salva-Vidal Santiago Ventura | Konstantinos Economidis Daniel Muñoz de la Nava Mathieu Montcourt Augustin Gensse |
| 24 settembre | Grenoble Challenger 2007 Grenoble, Francia Cemento (indoor) $50 000+H Singolare - Doppio             | Nicolás Lapentti 6–3, 7–5                                        | Kristian Pless                                         | Michael Berrer Andrej Golubev          | Alex Bogdanović Thierry Ascione Roko Karanušić Grégoire Burquier                  |
| 24 settembre | Grenoble Challenger 2007 Grenoble, Francia Cemento (indoor) $50 000+H Singolare - Doppio             | Jasper Smit Martijn van Haasteren 6–3, 6–1                       | Frederik Nielsen Martin Pedersen                       | Michael Berrer Andrej Golubev          | Alex Bogdanović Thierry Ascione Roko Karanušić Grégoire Burquier                  |
| 24 settembre | Tennislife Cup 2007 Napoli, Italia Terra rossa €42 000+H Singolare - Doppio                          | Jurij Ščukin 7–6(3), 6–1                                         | Martín Vassallo Argüello                               | Alberto Brizzi Alberto Martín          | Tobias Kamke Lamine Ouahab Federico Luzzi Flavio Cipolla                          |
| 24 settembre | Tennislife Cup 2007 Napoli, Italia Terra rossa €42 000+H Singolare - Doppio                          | Tomas Behrend Christopher Kas 7–6(5), 6–2                        | Leonardo Azzaro Alessandro Motti                       | Alberto Brizzi Alberto Martín          | Tobias Kamke Lamine Ouahab Federico Luzzi Flavio Cipolla                          |
| 24 settembre | ATP Challenger Trophy 2007 Trnava, Slovacchia Terra rossa €85 000+H Singolare - Doppio               | Jan Hernych 6–3, 3–6, 6-4                                        | Tomáš Zíb                                              | Jan Vacek Jérémy Chardy                | Peter Luczak Juan-Martin Aranguren Ivo Minář Juan-Pablo Brzezicki                 |
| 24 settembre | ATP Challenger Trophy 2007 Trnava, Slovacchia Terra rossa €85 000+H Singolare - Doppio               | Filip Polášek Igor Zelenay 6–1, 6–4                              | Diego Junqueira Rubén Ramírez Hidalgo                  | Jan Vacek Jérémy Chardy                | Peter Luczak Juan-Martin Aranguren Ivo Minář Juan-Pablo Brzezicki                 |
| 24 settembre | USTA Challenger of Oklahoma 2007 Tulsa, USA Cemento $50 000 Singolare - Doppio                       | Jesse Witten 7–6(8), 7–5                                         | Donald Young                                           | Jesse Levine Alberto Francis           | Sam Warburg Fritz Wolmarans Bobby Reynolds Brian Dabul                            |
| 24 settembre | USTA Challenger of Oklahoma 2007 Tulsa, USA Cemento $50 000 Singolare - Doppio                       | Rajeev Ram Bobby Reynolds 6–4, 6–2                               | Alex Bogomolov Jr. Brian Wilson                        | Jesse Levine Alberto Francis           | Sam Warburg Fritz Wolmarans Bobby Reynolds Brian Dabul                            |

### Ottobre
| Settimana  | Torneo                                                                                               | Vincitore                                                 | Finalista                             | Semifinalisti                           | Eliminati ai quarti                                                  |
| ---------- | --- | --------------------------------------------------------- | ------------------------------------- | --------------------------------------- | -------------------------------------------------------------------- |
| 1º ottobre | Seguros Bolivar Open Medellin 2007 Medellín, Colombia Terra rossa $35 000+H Singolare - Doppio       | Eduardo Schwank 7–5, 5–7, 7–5                             | Chris Guccione                        | Brian Dabul Mariano Puerta              | Hugo Armando Catalin-Ionut Gard Santiago Giraldo Franco Ferreiro     |
| 1º ottobre | Seguros Bolivar Open Medellin 2007 Medellín, Colombia Terra rossa $35 000+H Singolare - Doppio       | Pablo Cuevas Horacio Zeballos 6–4, 6–4                    | Santiago González Bruno Soares        | Brian Dabul Mariano Puerta              | Hugo Armando Catalin-Ionut Gard Santiago Giraldo Franco Ferreiro     |
| 1º ottobre | Ethias Trophy 2007 Mons, Belgio Cemento (indoor) €106 000+H Singolare - Doppio                       | Ernests Gulbis 7–5, 6–3                                   | Kristof Vliegen                       | Alejandro Falla Andrei Pavel            | Édouard Roger-Vasselin Andrej Golubev Lukáš Dlouhý Olivier Rochus    |
| 1º ottobre | Ethias Trophy 2007 Mons, Belgio Cemento (indoor) €106 000+H Singolare - Doppio                       | Tomasz Bednarek Filip Polášek 6–2, 5–7, [10–8]            | Philipp Petzschner Alexander Peya     | Alejandro Falla Andrei Pavel            | Édouard Roger-Vasselin Andrej Golubev Lukáš Dlouhý Olivier Rochus    |
| 1º ottobre | Open Tarragona Costa Daurada 2007 Tarragona, Spagna Terra rossa €42 000+H Singolare - Doppio         | Alberto Martín 6–4, 7–5                                   | Peter Luczak                          | Daniel Muñoz de la Nava Óscar Hernández | Albert Montañés Fernando Vicente Guillermo García López Jurij Ščukin |
| 1º ottobre | Open Tarragona Costa Daurada 2007 Tarragona, Spagna Terra rossa €42 000+H Singolare - Doppio         | Marcel Granollers Santiago Ventura 6–4, 7–6(3)            | Pablo Andújar Daniel Muñoz de la Nava | Daniel Muñoz de la Nava Óscar Hernández | Albert Montañés Fernando Vicente Guillermo García López Jurij Ščukin |
| 8 ottobre  | Challenger ATP Club Premium Open 2007 Quito, Ecuador Terra rossa $35 000+H Singolare - Doppio        | Santiago Giraldo 7–6(4), 6–4                              | Giovanni Lapentti                     | Chris Guccione Caio Zampieri            | Nicolás Todero Brian Dabul Thomaz Bellucci Ricardo Mello             |
| 8 ottobre  | Challenger ATP Club Premium Open 2007 Quito, Ecuador Terra rossa $35 000+H Singolare - Doppio        | Brian Dabul Marcos Daniel 4–6, 7–5, [10–7]                | Hugo Armando Ricardo Mello            | Chris Guccione Caio Zampieri            | Nicolás Todero Brian Dabul Thomaz Bellucci Ricardo Mello             |
| 8 ottobre  | Open de Rennes 2007 Rennes, Francia Cemento (indoor) €42 000+H Singolare - Doppio                    | Philipp Petzschner 6–3, 6–4                               | Gilles Müller                         | Jean-Cristophe Faurel Gary Lugassy      | Wang Yeu-tzuoo Sébastien de Chaunac Dominik Meffert Thomas Oger      |
| 8 ottobre  | Open de Rennes 2007 Rennes, Francia Cemento (indoor) €42 000+H Singolare - Doppio                    | Philipp Petzschner Björn Phau 6–2, 6–2                    | Filip Polášek Igor Zelenay            | Jean-Cristophe Faurel Gary Lugassy      | Wang Yeu-tzuoo Sébastien de Chaunac Dominik Meffert Thomas Oger      |
| 8 ottobre  | Natomas Men's Professional Tennis Tournament 2007 Sacramento, USA Cemento $50 000 Singolare - Doppio | Wayne Odesnik 6–2, 6–3                                    | Lu Yen-hsun                           | Simon Stadler Zack Fleishman            | Donald Young Ilija Bozoljac Robert Kendrick Michael Russell          |
| 8 ottobre  | Natomas Men's Professional Tennis Tournament 2007 Sacramento, USA Cemento $50 000 Singolare - Doppio | Robert Kendrick Brian Wilson 7–5, 7–6(8)                  | John-Paul Fruttero Sam Warburg        | Simon Stadler Zack Fleishman            | Donald Young Ilija Bozoljac Robert Kendrick Michael Russell          |
| 15 ottobre | Andrezieux Challenger 2007 Andrézieux, Francia Cemento (indoor) $35 000+H Singolare - Doppio         | Thierry Ascione 7–6(6), 2–6, 6–2                          | José Acasuso                          | Édouard Roger-Vasselin Łukasz Kubot     | Julien Benneteau Miša Zverev Steve Darcis Alex Bogdanović            |
| 15 ottobre | Andrezieux Challenger 2007 Andrézieux, Francia Cemento (indoor) $35 000+H Singolare - Doppio         | Martín García Sebastián Prieto 6–3, 6–1                   | José Acasuso Diego Hartfield          | Édouard Roger-Vasselin Łukasz Kubot     | Julien Benneteau Miša Zverev Steve Darcis Alex Bogdanović            |
| 15 ottobre | Copa Petrobras Bogotá 2007 Bogotà, Colombia Terra rossa $75 000+H Singolare - Doppio                 | Marcos Daniel 7–6(3), 6–4                                 | Santiago Giraldo                      | Chris Guccione Eduardo Schwank          | Thomaz Bellucci João Souza Pablo Andújar Brian Dabul                 |
| 15 ottobre | Copa Petrobras Bogotá 2007 Bogotà, Colombia Terra rossa $75 000+H Singolare - Doppio                 | Thomaz Bellucci Bruno Soares 6–4, 4–6, [11–9]             | Marcel Granollers Santiago Ventura    | Chris Guccione Eduardo Schwank          | Thomaz Bellucci João Souza Pablo Andújar Brian Dabul                 |
| 15 ottobre | Calabasas Pro Tennis Championships 2007 Calabasas, USA Cemento $50 000 Singolare - Doppio            | Robert Kendrick 3–6, 7–6(4), 6–4                          | Donald Young                          | John Isner Ilija Bozoljac               | Simon Stadler Bobby Reynolds Jesse Witten Kevin Anderson             |
| 15 ottobre | Calabasas Pro Tennis Championships 2007 Calabasas, USA Cemento $50 000 Singolare - Doppio            | John Isner Brian Wilson 7–6(10), 4–6, [10–8]              | Robert Kendrick Cecil Mamiit          | John Isner Ilija Bozoljac               | Simon Stadler Bobby Reynolds Jesse Witten Kevin Anderson             |
| 15 ottobre | Kolding Challenger 2007 Kolding, Danimarca Cemento (indoor) €42 000+H Singolare - Doppio             | Lukáš Lacko 7–6(3), 6–4                                   | Gilles Müller                         | Frederik Nielsen Peter Wessels          | Kristian Pless Frédéric Niemeyer Harel Levy Wang Yeu-tzuoo           |
| 15 ottobre | Kolding Challenger 2007 Kolding, Danimarca Cemento (indoor) €42 000+H Singolare - Doppio             | Frederik Nielsen Rasmus Norby 4–6, 6–3, [10–8]            | Philipp Petzschner Alexander Peya     | Frederik Nielsen Peter Wessels          | Kristian Pless Frédéric Niemeyer Harel Levy Wang Yeu-tzuoo           |
| 22 ottobre | Barnstaple Challenger 2007 Barnstaple, Gran Bretagna Cemento (indoor) $35 000+H Singolare - Doppio   | Jérémy Chardy 7–6(4), 6(1)–7, 7–5                         | Stéphane Bohli                        | Jan Minar Steve Darcis                  | Kristian Pless Lukáš Rosol Martin Fischer Robin Haase                |
| 22 ottobre | Barnstaple Challenger 2007 Barnstaple, Gran Bretagna Cemento (indoor) $35 000+H Singolare - Doppio   | Frederik Nielsen Aisam-ul-Haq Qureshi 6–2, 6(4)–7, [10–2] | Jasper Smit Martijn van Haasteren     | Jan Minar Steve Darcis                  | Kristian Pless Lukáš Rosol Martin Fischer Robin Haase                |
| 22 ottobre | Brazil Challenger 2007 Belo Horizonte, Brasile Cemento $35 000+H Singolare - Doppio                  | Nicolas Devilder 6–2, 6(4)–7, 7–6(6)                      | Marcel Granollers                     | Daniel Gimeno Traver Mariano Puerta     | Daniel Muñoz de la Nava Adrián García Marcos Daniel Leonardo Mayer   |
| 22 ottobre | Brazil Challenger 2007 Belo Horizonte, Brasile Cemento $35 000+H Singolare - Doppio                  | Marcel Granollers Santiago Ventura 6–3, 6–3               | Adrián García Leonardo Mayer          | Daniel Gimeno Traver Mariano Puerta     | Daniel Muñoz de la Nava Adrián García Marcos Daniel Leonardo Mayer   |
| 22 ottobre | Men's Rimouski Challenger 2007 Rimouski, Canada Cemento $35 000+H Singolare - Doppio                 | Brendan Evans 6(3)–7, 6–4, 6–4                            | Ilija Bozoljac                        | Robert Smeets Frédéric Niemeyer         | Zack Fleishman Daniel Brands Jesse Levine John Isner                 |
| 22 ottobre | Men's Rimouski Challenger 2007 Rimouski, Canada Cemento $35 000+H Singolare - Doppio                 | Daniel King-Turner Robert Smeets 7–5, 6(8)–7, [10–7]      | Brendan Evans Alberto Francis         | Robert Smeets Frédéric Niemeyer         | Zack Fleishman Daniel Brands Jesse Levine John Isner                 |
| 22 ottobre | Samsung Securities Cup 2007 Seul, Corea del Sud Cemento $125 000+H Singolare - Doppio                | Dudi Sela 6–4, 6–4                                        | Konstantinos Economidis               | Ivo Minář Gilles Müller                 | Harel Levy Daniel Köllerer Lu Yen-hsun Denis Gremelmayr              |
| 22 ottobre | Samsung Securities Cup 2007 Seul, Corea del Sud Cemento $125 000+H Singolare - Doppio                | Rik De Voest Lu Yen-hsun 6–3, 7–5                         | Sanchai Ratiwatana Sonchat Ratiwatana | Ivo Minář Gilles Müller                 | Harel Levy Daniel Köllerer Lu Yen-hsun Denis Gremelmayr              |
| 29 ottobre | Lambertz Open by STAWAG 2007 Aquisgrana, Germania Sintetico (indoor) €42 000+H Singolare - Doppio    | Evgenij Korolëv 6–4, 6–4                                  | Andreas Beck                          | Peter Wessels Rainer Schüttler          | Jan Mertl Dominik Meffert Aisam-ul-Haq Qureshi Steve Darcis          |
| 29 ottobre | Lambertz Open by STAWAG 2007 Aquisgrana, Germania Sintetico (indoor) €42 000+H Singolare - Doppio    | Philipp Petzschner Alexander Peya 6–3, 6–2                | Dominik Meffert Miša Zverev           | Peter Wessels Rainer Schüttler          | Jan Mertl Dominik Meffert Aisam-ul-Haq Qureshi Steve Darcis          |
| 29 ottobre | Busan Challenger 2007 Pusan, Corea del Sud Cemento $100 000+H Singolare - Doppio                     | Ivo Minář 7–6(2), 6(8)–7, 6–3                             | Viktor Troicki                        | Kyu-Tae Im Björn Phau                   | Rajeev Ram Wayne Odesnik Florent Serra Danai Udomchoke               |
| 29 ottobre | Busan Challenger 2007 Pusan, Corea del Sud Cemento $100 000+H Singolare - Doppio                     | Rajeev Ram Bobby Reynolds 6–0, 6–2                        | Rik De Voest Pierre-Ludovic Duclos    | Kyu-Tae Im Björn Phau                   | Rajeev Ram Wayne Odesnik Florent Serra Danai Udomchoke               |
| 29 ottobre | Louisville Tennis Championships 2007 Louisville, USA Cemento $50 000+H Singolare - Doppio            | Matthias Bachinger 0–6, 7–5, 6–3                          | Donald Young                          | Scott Oudsema John Isner                | Michael Russell Jesse Levine Benedikt Dorsch Robert Kendrick         |
| 29 ottobre | Louisville Tennis Championships 2007 Louisville, USA Cemento $50 000+H Singolare - Doppio            | John Isner Travis Parrott 6–4, 6–4                        | Richard Bloomfield Michael Ryderstedt | Scott Oudsema John Isner                | Michael Russell Jesse Levine Benedikt Dorsch Robert Kendrick         |
| 29 ottobre | Copa Petrobras Montevideo 2007 Montevideo, Uruguay Terra rossa $75 000+H Singolare - Doppio          | Santiago Ventura 4–6, 6–0, 6–4                            | Marcel Granollers                     | Cristian Villagrán Alberto Martín       | Sergio Roitman Pablo Cuevas Fabio Fognini Rubén Ramírez Hidalgo      |
| 29 ottobre | Copa Petrobras Montevideo 2007 Montevideo, Uruguay Terra rossa $75 000+H Singolare - Doppio          | Pablo Cuevas Luis Horna walkover                          | Marcel Granollers Santiago Ventura    | Cristian Villagrán Alberto Martín       | Sergio Roitman Pablo Cuevas Fabio Fognini Rubén Ramírez Hidalgo      |

### Novembre
| Settimana   | Torneo | Vincitore                                                    | Finalista                           | Semifinalisti                       | Eliminati ai quarti                                                    |
| ----------- | --- | ------------------------------------------------------------ | ----------------------------------- | ----------------------------------- | ---------------------------------------------------------------------- |
| 5 novembre  | Asunción Challenger 2007 Asunción, Paraguay Terra rossa $75 000+H Singolare - Doppio                         | Franco Ferreiro 6–4, ritiro                                  | Martín Vassallo Argüello            | Rubén Ramírez Hidalgo Fabio Fognini | Carlos Berlocq Nicolas Devilder Alberto Martín Máximo González         |
| 5 novembre  | Asunción Challenger 2007 Asunción, Paraguay Terra rossa $75 000+H Singolare - Doppio                         | Carlos Berlocq Martín Vassallo Argüello 7–5, 6(5)–7, [13–11] | Adrián García Bartolome Salva-Vidal | Rubén Ramírez Hidalgo Fabio Fognini | Carlos Berlocq Nicolas Devilder Alberto Martín Máximo González         |
| 5 novembre  | Slovak Open 2007 Bratislava, Slovacchia Cemento (indoor) €106 000+H Singolare - Doppio                       | Simone Bolelli 4–6, 7–6(8), 6–1                              | Alejandro Falla                     | Stefan Koubek Michael Berrer        | Victor Hănescu Janko Tipsarević Kamil Čapkovič Evgenij Korolëv         |
| 5 novembre  | Slovak Open 2007 Bratislava, Slovacchia Cemento (indoor) €106 000+H Singolare - Doppio                       | Tomáš Cibulec Jaroslav Levinský 6–4, 2–6, [10–8]             | Chris Haggard Miša Zverev           | Stefan Koubek Michael Berrer        | Victor Hănescu Janko Tipsarević Kamil Čapkovič Evgenij Korolëv         |
| 5 novembre  | Bauer Cup 2007 Eckental, Germania Sintetico (indoor) €35 000+H Singolare - Doppio                            | Denis Gremelmayr walkover                                    | Roko Karanušić                      | Dominik Meffert Igor' Kunicyn       | Marc Meigel Andrej Golubev Philipp Petzschner Mikhail Ledovskikh       |
| 5 novembre  | Bauer Cup 2007 Eckental, Germania Sintetico (indoor) €35 000+H Singolare - Doppio                            | Philipp Petzschner Alexander Peya 6–3, 6-4                   | Philipp Marx Lars Übel              | Dominik Meffert Igor' Kunicyn       | Marc Meigel Andrej Golubev Philipp Petzschner Mikhail Ledovskikh       |
| 5 novembre  | Challenger Ciudad de Guayaquil 2007 Guayaquil, Ecuador Terra rossa $50 000+H Singolare - Doppio              | Nicolás Lapentti 6–3, 6(6)–7, 7–5                            | Daniel Gimeno Traver                | Marcel Granollers Marcos Daniel     | Fernando Vicente Juan-Martin Aranguren Juan Pablo Brzezicki Luis Horna |
| 5 novembre  | Challenger Ciudad de Guayaquil 2007 Guayaquil, Ecuador Terra rossa $50 000+H Singolare - Doppio              | Brian Dabul Juan Pablo Guzmán 7–6(5), 6–3                    | Bart Beks Michael Quintero          | Marcel Granollers Marcos Daniel     | Fernando Vicente Juan-Martin Aranguren Juan Pablo Brzezicki Luis Horna |
| 5 novembre  | Music City Challenger 2007 Nashville, USA Cemento $75 000 Singolare - Doppio                                 | Jesse Levine 3–6, 6–2, 7–6(5)                                | Alex Kuznetsov                      | Robert Kendrick Bobby Reynolds      | Dušan Vemić Donald Young Fritz Wolmarans Michael McClune               |
| 5 novembre  | Music City Challenger 2007 Nashville, USA Cemento $75 000 Singolare - Doppio                                 | Rajeev Ram Bobby Reynolds 6(4)–7, 6–3, [12–10]               | Ashley Fisher Stephen Huss          | Robert Kendrick Bobby Reynolds      | Dušan Vemić Donald Young Fritz Wolmarans Michael McClune               |
| 5 novembre  | Tunis Challenger 2007 Tunisi, Tunisia Cemento $35 000+H Singolare - Doppio                                   | Guillermo García López 6–4, 7–6(3)                           | Michael Lammer                      | Adrian Cruciat Stéphane Bohli       | Boris Pašanski Iván Navarro Jurij Ščukin David Guez                    |
| 5 novembre  | Tunis Challenger 2007 Tunisi, Tunisia Cemento $35 000+H Singolare - Doppio                                   | Ivan Dodig Frank Moser 4–6, 7–5, [11–9]                      | Jasper Smit Martijn van Haasteren   | Adrian Cruciat Stéphane Bohli       | Boris Pašanski Iván Navarro Jurij Ščukin David Guez                    |
| 12 novembre | Copa Petrobras Argentina 2007 Buenos Aires, Argentina Terra rossa $75 000+H Singolare - Doppio               | Sergio Roitman 6–1, 6–4                                      | Marcos Daniel                       | Thomaz Bellucci Fabio Fognini       | Juan-Martin Aranguren Santiago Giraldo Pablo Cuevas Paul Capdeville    |
| 12 novembre | Copa Petrobras Argentina 2007 Buenos Aires, Argentina Terra rossa $75 000+H Singolare - Doppio               | Marcelo Melo Sebastián Prieto 6–4, 7–6(0)                    | Brian Dabul Máximo González         | Thomaz Bellucci Fabio Fognini       | Juan-Martin Aranguren Santiago Giraldo Pablo Cuevas Paul Capdeville    |
| 12 novembre | JSM Challenger 2007 Champaign, USA Cemento $50 000+H Singolare - Doppio                                      | Jesse Levine 7–6(4), 7–6(4)                                  | Donald Young                        | John Isner Ilija Bozoljac           | Izak van der Merwe Benedikt Dorsch Dušan Vemić Ryan Rowe               |
| 12 novembre | JSM Challenger 2007 Champaign, USA Cemento $50 000+H Singolare - Doppio                                      | Harel Levy Sam Warburg 6–4, 6–0                              | Brendan Evans Scott Lipsky          | John Isner Ilija Bozoljac           | Izak van der Merwe Benedikt Dorsch Dušan Vemić Ryan Rowe               |
| 12 novembre | Dnipropetrovsk Challenger 2007 Dnipropetrovs'k, Ucraina Cemento (indoor) $125 000+H Singolare - Doppio       | Miša Zverev 6–4, 6–4                                         | Dmitrij Tursunov                    | Guillermo Cañas Victor Hănescu      | Federico Luzzi Benjamin Becker Fabrice Santoro Andrei Pavel            |
| 12 novembre | Dnipropetrovsk Challenger 2007 Dnipropetrovs'k, Ucraina Cemento (indoor) $125 000+H Singolare - Doppio       | Christopher Kas Lovro Zovko 7–6(5), 6–2                      | Rohan Bopanna Chris Haggard         | Guillermo Cañas Victor Hănescu      | Federico Luzzi Benjamin Becker Fabrice Santoro Andrei Pavel            |
| 12 novembre | IPP Open 2007 Helsinki, Finlandia Cemento (indoor) €106 000+H Singolare - Doppio                             | Steve Darcis 6–3, 1–6, 6–4                                   | Tobias Kamke                        | Michail Elgin Kristian Pless        | Robin Haase Andis Juška Andreas Beck Martin Fischer                    |
| 12 novembre | IPP Open 2007 Helsinki, Finlandia Cemento (indoor) €106 000+H Singolare - Doppio                             | Michail Elgin Aleksandr Kudrjavcev 4–6, 7–5, [13–11]         | Harri Heliövaara Henri Kontinen     | Michail Elgin Kristian Pless        | Robin Haase Andis Juška Andreas Beck Martin Fischer                    |
| 12 novembre | Kaohsiung Challenger 2007 Kaohsiung, Taiwan Cemento $35 000+H Singolare - Doppio                             | Lu Yen-hsun 6–3, 6–3                                         | Dudi Sela                           | Farruch Dustov Cecil Mamiit         | Conor Niland Danai Udomchoke Kyu-Tae Im Rainer Schüttler               |
| 12 novembre | Kaohsiung Challenger 2007 Kaohsiung, Taiwan Cemento $35 000+H Singolare - Doppio                             | Stephen Amritraj Dudi Sela 6–4, 7–6(4)                       | Rik De Voest Pierre-Ludovic Duclos  | Farruch Dustov Cecil Mamiit         | Conor Niland Danai Udomchoke Kyu-Tae Im Rainer Schüttler               |
| 19 novembre | Caloundra International 2007 Caloundra, Australia Cemento $35 000+H Singolare - Doppio                       | Joseph Sirianni 7–6(2), 7–6(5)                               | Todd Widom                          | Samuel Groth Jun Woong-sun          | Alun Jones Nick Lindahl Nima Roshan Robert Smeets                      |
| 19 novembre | Caloundra International 2007 Caloundra, Australia Cemento $35 000+H Singolare - Doppio                       | Ti Chen Jun Woong-sun 6–2, 6–3                               | Ivan Cerovic Vjekoslav Skenderovic  | Samuel Groth Jun Woong-sun          | Alun Jones Nick Lindahl Nima Roshan Robert Smeets                      |
| 19 novembre | Knoxville Challenger 2007 Knoxville, USA Cemento (indoor) $50 000 Singolare - Doppio                         | Robert Kendrick 3–6, 6–2, 6–4                                | Kevin Kim                           | Jesse Levine Jamie Baker            | Kevin Anderson John Isner Ryler Deheart Harel Levy                     |
| 19 novembre | Knoxville Challenger 2007 Knoxville, USA Cemento (indoor) $50 000 Singolare - Doppio                         | Harel Levy Sam Warburg 3–6, 6–2, [10–6]                      | Jamie Baker Brendan Evans           | Jesse Levine Jamie Baker            | Kevin Anderson John Isner Ryler Deheart Harel Levy                     |
| 19 novembre | Kuala Lumpur Challenger 2007 Kuala Lumpur, Malaysia Sintetico indoor $35 000+H Singolare - Doppio            | Rainer Schüttler 7–6(2), 6–2                                 | Serhij Stachovs'kyj                 | Wesley Moodie Chris Guccione        | Florian Mayer Rik De Voest Ivo Minář Kristian Pless                    |
| 19 novembre | Kuala Lumpur Challenger 2007 Kuala Lumpur, Malaysia Sintetico indoor $35 000+H Singolare - Doppio            | Stephen Huss Wesley Moodie 7–6(10), 6–3                      | Rohan Bopanna Aisam-ul-Haq Qureshi  | Wesley Moodie Chris Guccione        | Florian Mayer Rik De Voest Ivo Minář Kristian Pless                    |
| 19 novembre | Lima Challenger 2007 Lima, Perù Terra rossa $50 000 Singolare - Doppio                                       | Pablo Cuevas 0–6, 6–4, 6–3                                   | Marcos Daniel                       | Máximo González Luis Horna          | Carlos Berlocq Diego Junqueira Nicolás Lapentti Frederico Gil          |
| 19 novembre | Lima Challenger 2007 Lima, Perù Terra rossa $50 000 Singolare - Doppio                                       | Pablo Cuevas Eduardo Schwank 6–4, 6–2                        | Michael Quintero Martín Vilarrubi   | Máximo González Luis Horna          | Carlos Berlocq Diego Junqueira Nicolás Lapentti Frederico Gil          |
| 19 novembre | Challenger Britania Zavaleta 2007 Puebla, Messico Cemento $35 000+H Singolare - Doppio                       | Leonardo Mayer 6–1, 6–4                                      | Dawid Olejniczak                    | César Ramírez Bruno Rodriguez       | Bruno Echagaray Mariano Puerta Marcel Felder Luis-Manuel Flores        |
| 19 novembre | Challenger Britania Zavaleta 2007 Puebla, Messico Cemento $35 000+H Singolare - Doppio                       | Raphael Durek Dawid Olejniczak 6–2, 7–6(6)                   | Bruno Echagaray Santiago González   | César Ramírez Bruno Rodriguez       | Bruno Echagaray Mariano Puerta Marcel Felder Luis-Manuel Flores        |
| 19 novembre | Shrewsbury Challenger 2007 Shrewsbury, Gran Bretagna Cemento indoor $35 000+H Singolare - Doppio             | Igor' Kunicyn 6–2, 6–4                                       | Igor Sijsling                       | David Guez Andis Juška              | Kamil Čapkovič Alexander Slabinsky Michel Koning Ivan Dodig            |
| 19 novembre | Shrewsbury Challenger 2007 Shrewsbury, Gran Bretagna Cemento indoor $35 000+H Singolare - Doppio             | Frederik Nielsen Rasmus Norby 6–3, 6–2                       | Edward Allinson Ian Flanagan        | David Guez Andis Juška              | Kamil Čapkovič Alexander Slabinsky Michel Koning Ivan Dodig            |
| 19 novembre | Keio Challenger International Tennis Tournament 2007 Yokohama, Giappone Cemento $35 000+H Singolare - Doppio | Dudi Sela 6(5)–7, 6–4, 6–2                                   | Takao Suzuki                        | Franko Škugor Gouichi Motomura      | Rainer Eitzinger Tetsuya Chaen Andreas Haider-Maurer Lu Yen-hsun       |
| 19 novembre | Keio Challenger International Tennis Tournament 2007 Yokohama, Giappone Cemento $35 000+H Singolare - Doppio | Hiroki Kondo Gō Soeda 6(5)–7, 6–3, [11–9]                    | Satoshi Iwabuchi Toshihide Matsui   | Franko Škugor Gouichi Motomura      | Rainer Eitzinger Tetsuya Chaen Andreas Haider-Maurer Lu Yen-hsun       |
| 26 novembre | Brisbane Challenger 2007 Brisbane, Australia Cemento indoor $35 000+H Singolare - Doppio                     | Joseph Sirianni 1–6, 6–0, 6–3                                | Gō Soeda                            | Robert Smeets Todd Widom            | Chris Guccione Ti Chen Nick Lindahl Alun Jones                         |
| 26 novembre | Brisbane Challenger 2007 Brisbane, Australia Cemento indoor $35 000+H Singolare - Doppio                     | Rameez Junaid Daniel King-Turner 3–6, 7–6(3), [10–8]         | Carsten Ball Adam Feeney            | Robert Smeets Todd Widom            | Chris Guccione Ti Chen Nick Lindahl Alun Jones                         |
| 26 novembre | New Delhi Challenger 2007 Nuova Delhi, India Cemento $50 000 Singolare - Doppio                              | Aisam-ul-Haq Qureshi 7–5, 6–4                                | Jae-Sung An                         | Adrian Cruciat Martin Slanar        | Ivo Minář Rik De Voest Dieter Kindlmann Wesley Moodie                  |
| 26 novembre | New Delhi Challenger 2007 Nuova Delhi, India Cemento $50 000 Singolare - Doppio                              | Rik De Voest Wesley Moodie 6–4, 7–6(4)                       | Rohan Bopanna Aisam-ul-Haq Qureshi  | Adrian Cruciat Martin Slanar        | Ivo Minář Rik De Voest Dieter Kindlmann Wesley Moodie                  |

### Dicembre
| Settimana  | Torneo                                                                                        | Vincitore                                     | Finalista                   | Semifinalisti                    | Eliminati ai quarti                                                      |
| ---------- | --------------------------------------------------------------------------------------------- | --------------------------------------------- | --------------------------- | -------------------------------- | ------------------------------------------------------------------------ |
| 3 dicembre | McDonald's Burnie International 2 2007 Burnie, Australia Cemento $35 000+H Singolare - Doppio | Alun Jones 6–0, 6–1                           | Rameez Junaid               | Fritz Wolmarans Blaž Kavčič      | Samuel Groth Joseph Sirianni Ivan Cerovic Matthew Ebden                  |
| 3 dicembre | McDonald's Burnie International 2 2007 Burnie, Australia Cemento $35 000+H Singolare - Doppio | Samuel Groth Joseph Sirianni 6–3, 1–6, [10–4] | Nima Roshan Jose Statham    | Fritz Wolmarans Blaž Kavčič      | Samuel Groth Joseph Sirianni Ivan Cerovic Matthew Ebden                  |
| 3 dicembre | New Delhi Challenger 2 2007 Nuova Delhi, India Cemento $50 000 Singolare - Doppio             | Michail Elgin 7–6(4), 6(6)–7, 6–3             | Tomáš Cakl                  | Ivan Serheev Sunil-Kumar Sipaeya | Illja Marčenko Sébastien de Chaunac Alberto Francis Aisam-ul-Haq Qureshi |
| 3 dicembre | New Delhi Challenger 2 2007 Nuova Delhi, India Cemento $50 000 Singolare - Doppio             | Xin-Yuan Yu Zeng Shaoxuan 6–3, 6–3            | Pavel Chekhov Michail Elgin | Ivan Serheev Sunil-Kumar Sipaeya | Illja Marčenko Sébastien de Chaunac Alberto Francis Aisam-ul-Haq Qureshi |